# 神奈川中央交通町田営業所

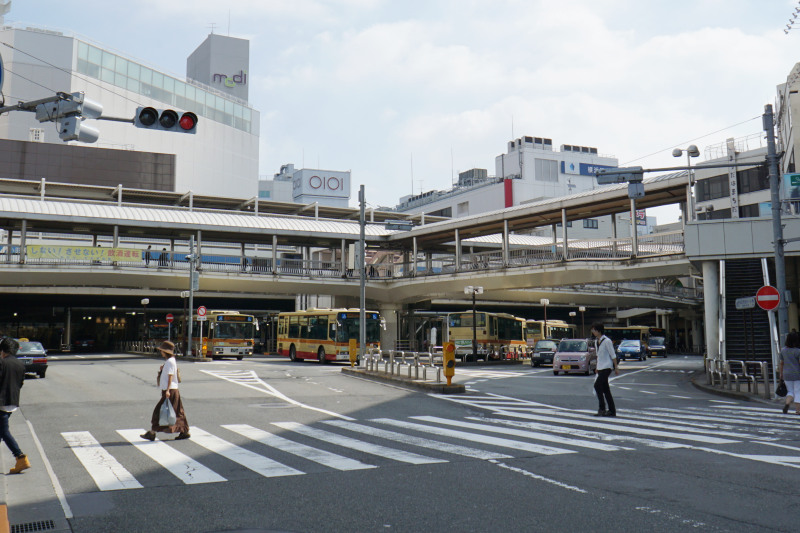
町田バスセンター

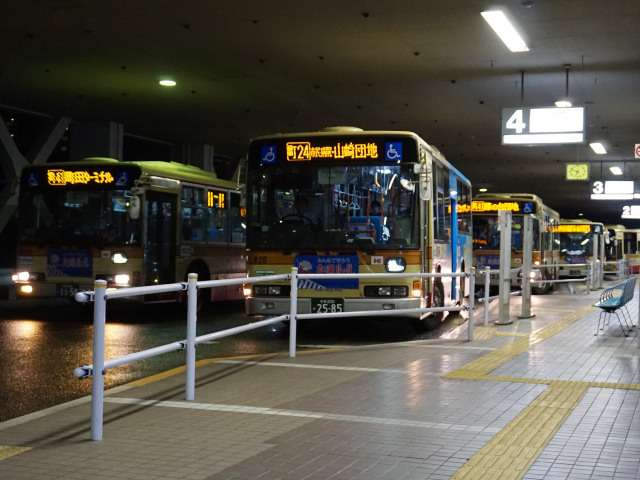
町田ターミナル

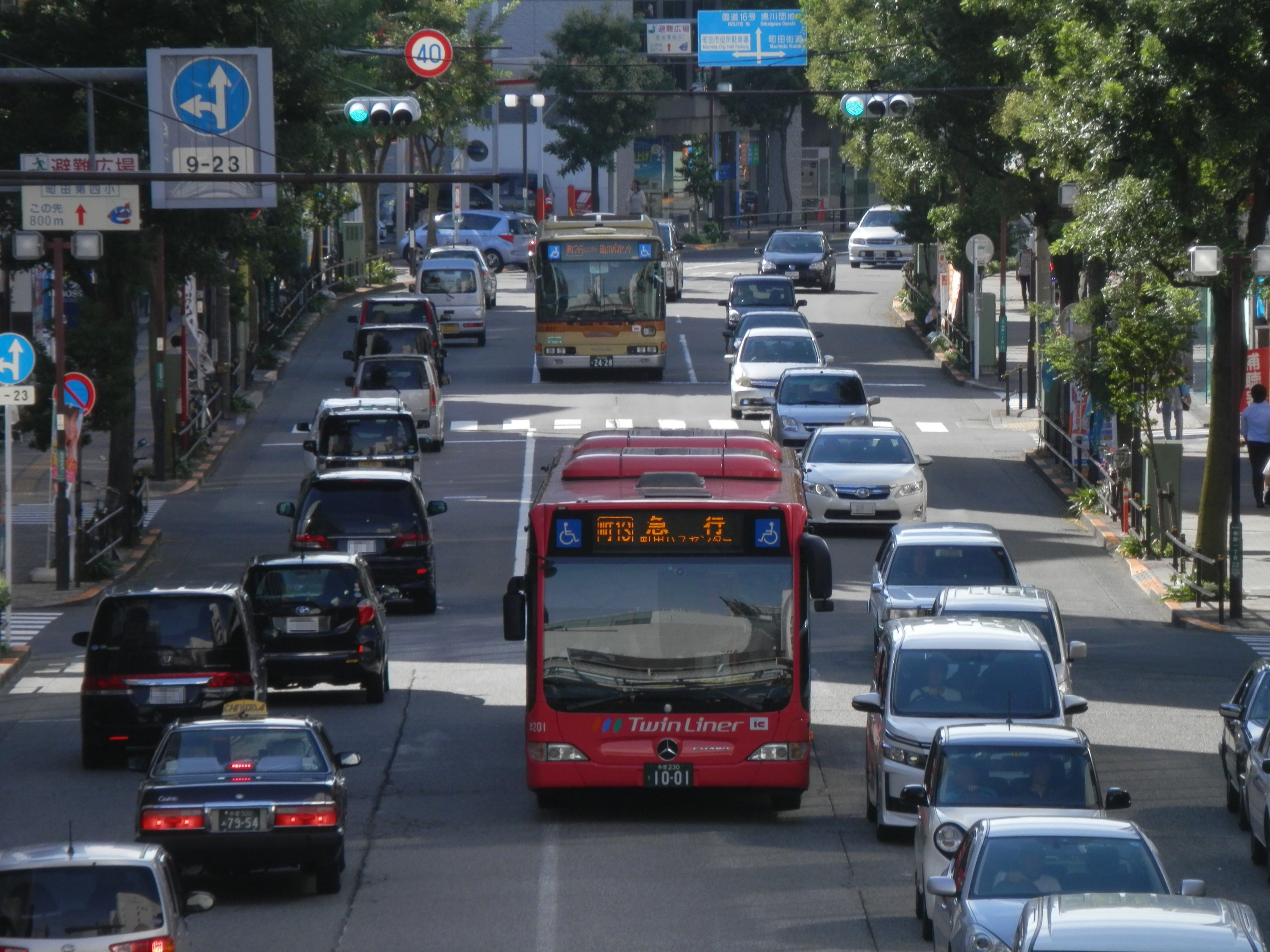
町田駅前通りの中央走行式バス専用レーンを走る連節バス「ツインライナー」

神奈川中央交通町田営業所（かながわちゅうおうこうつうまちだえいぎょうしょ）は、東京都町田市野津田町字関ノ上にある神奈川中央交通の営業所。社番などで用いられる略号は「ま」、車庫の通称および最寄バス停留所は「野津田車庫」。
運行エリアは、横浜線・小田急小田原線が交差する町田駅や町田市の東の玄関口である鶴川駅を中心に、町田山崎団地・藤の台団地などの大型団地と沿線各地へ満遍なく路線網を持つ。この他、一部路線は相模原市中央区、川崎市麻生区、稲城市、多摩市へも乗り入れる。

## 概要
町田営業所の歴史は、第二次世界大戦開戦直後に関東乗合自動車（現・関東バス）原町田営業所の路線を譲受したことから始まる。この原町田営業所は元々、1936年（昭和11年）12月22日に同社が原町田自動車（同年4月に設立された会社で、1921年（大正10年）9月より野渡太助が運行し、後に平井実造が経営していた路線を承継）を合併した際に継承したものだが、当時の同社の本社（現在の新宿区）から原町田は遠く離れているため、運営上不便だったことから、関東乗合自動車が原町田地区から撤退したことでそれらの路線を譲受し、1941年（昭和16年）に原町田駅前で「原町田営業所」を開設したものである。
町田営業所としては戦後の1958年（昭和33年）に森野に営業所を開設後、1969年（昭和44年）に現在の野津田町へ営業所を移転した。
なお、当営業所敷地の西側には、1983年（昭和58年）から同じ小田急グループの小田急バス町田営業所が隣接していたが、小田急バス町田営業所は2022年（令和4年）10月15日をもって廃止され、新設された新百合ヶ丘営業所へ翌10月16日に移転した。なお、小田急バス町田営業所発着の営業路線は存在せず、全て回送で出入庫していたため、同営業所へのアクセスには神奈中の路線を利用する必要があった。
また一時期、当営業所内に相模神奈交バス町田営業所が存在し、主に町田バスセンター発着路線を神奈中町田営業所が直轄、主に町田駅21・22番線および鶴川駅発着の路線を神奈交町田営業所へ運行管理委託していたが、2017年1月1日付の神奈中グループ路線バス事業再編に伴い、相模神奈交バス町田営業所は本体へ統合・廃止され、以後は町田営業所全体を神奈中本体が直轄している。

### サービスセンター
定期券販売などの窓口業務を行う、営業所直轄のサービスセンター（案内所）を町田市内に設置している。
- 町田駅前サービスセンター - 小田急線町田駅高架下（小田急マルシェ町田1階）

かつては鶴川駅前にもサービスセンターを設置していたが、2023年12月29日をもって閉鎖された。
なお、同じ町田市内にある「町田ターミナルサービスセンター」は大和営業所の所轄である。

## 沿革
- 1941年（昭和16年）12月15日 - 関東乗合自動車（現：関東バス）から原町田営業所の路線を譲受。原町田駅（現：JR町田駅）前に原町田営業所を開設。
- 1952年（昭和27年）2月23日 - 神奈川県高座郡（現：大和市）に鶴間営業所を開設。原町田営業所は鶴間営業所の原町田出張所となる。
- 1958年（昭和33年）6月25日 - 東京都町田市森野に町田営業所を開設し、鶴間営業所は鶴間派出所とする。町田営業所は東京都内の路線を、鶴間派出所は町田南地域のほか、鶴間・大和・相武台・座間・横浜市方面の路線を所管。
- 1959年（昭和34年）7月5日 - 町田営業所敷地内に整備工場が完成。
- 1964年（昭和39年）5月21日 - 鶴間派出所を町田営業所鶴間操車所に改称。
- 1967年（昭和42年）8月10日 - 急激な人口増や団地開発によるバス運行本数激増への対応として、新原町田駅（現：小田急電鉄町田駅）西口にバスターミナルを緊急整備して使用開始。
- 1969年（昭和44年）8月20日 - 町田市野津田町字関ノ上に野津田操車所（野津田車庫）を開設、営業所・整備工場機能を森野から野津田へ移転（森野操車所は待機所として使用し、その後閉鎖。一部は自社飲食店「らーめん花樂」店舗用地となる）。
- 1970年（昭和45年）
  - 1月1日 - 新道（現在の町田駅前通り）の開通に伴い、新原町田駅バスターミナル発着系統を新原町田駅を経由しない経路に変更。
  - 7月1日 - 鶴間操車所を大和営業所として分離。
  - 7月27日 - 鶴川駅 - 鶴川団地線（鶴11）で自社線内で初めての深夜バスを新設。
- 1973年（昭和48年）11月12日 - 東京バス協会および都営・民営各社の協議により東京都内の路線に順次系統番号が導入される。神奈中でも町田営業所の路線で実施（他営業所の路線は一部を除き未実施）。
- 1977年（昭和52年）10月11日 - 町田市内の複数の団地を巡回する「買物バス」2路線3系統（町47・町48および町50）を新設。
- 1981年（昭和56年）4月1日 - 旧・新原町田駅バスターミナルを整備し町田バスセンターを開設、使用開始。
- 1983年（昭和58年）10月31日 - バスセンター - （旧）原町田駅間に新道が開通、旧・原町田駅跡に整備された町田ターミナルプラザ内に町田ターミナルを開設、一部路線を経由させる。
- 1988年（昭和63年）
  - 2月1日 - 町田営業所直轄の鶴川駅前サービスセンターを開設（2023年閉鎖）
  - 7月1日 - バスセンターが改良され、2015年時点まで続く形状になる。市民ホール - バスセンター - ターミナルの区間に中央走行式のバス専用レーンが導入。
- 1990年（平成2年）2月9日 - 管内全路線で神奈中バスカード利用開始。
- 1995年（平成7年） - 町田営業所のうち観光貸切バスを神奈中ハイヤーへ移管。町田観光バス営業所を野津田車庫内に開設。
- 1996年（平成8年）
  - 3月2日 - 東京都から補助金を受け、リフト付きバスを導入。
  - 8月1日 - 管内全路線でバス共通カードに対応。
- 1997年（平成9年）11月4日 - まちっこ「相原ルート」（町28）を新設。
- 1999年（平成11年）10月20日 - まちっこ「公共施設巡回ルート」（町18）を新設。
- 2002年（平成14年）
  - 月日不明 - 小田急グループ内の事業再編で、箱根登山観光バスを神奈中ハイヤーが統合。これに伴い、町田観光バス営業所は町田市鶴間字大ヶ谷戸にあった旧・箱根登山観光バス東京営業所へ移転（後に神奈中ハイヤー観光バス町田営業所、神奈中観光町田営業所を経て、現在は神奈中観光東京営業所）。
  - 6月16日 - 大規模なダイヤ改正。過剰運行の路線で減便を行ったほか、町98・鶴30・34を廃止し、日中の山崎団地・藤の台団地線など、野津田車庫への出入庫を兼ねていた系統にパターンダイヤを導入。
- 2007年（平成19年）
  - 3月16日 - 全路線でGPSによるバスロケーションシステムの運用開始。
  - 9月28日 - ICカードリーダー（PASMO / Suica用アンテナ）を設置。10月までに、まちっこ専用車を除く全車に設置を完了。
- 2008年（平成20年）1月20日 - 交通系ICカード（PASMO / Suica）の利用を開始。
- 2011年（平成23年）2月4日　- リフト付きバスが除籍される。
- 2012年（平成24年）5月28日 - バスセンターを改良し、町13（急行・山崎団地センター線）で連節バス「ツインライナー」を運行開始。
- 2017年（平成29年）
  - 1月1日 - 神奈川中央交通グループの乗合バス事業再編に伴い[3][4]、相模神奈交バス町田営業所が神奈中町田営業所へ廃止統合され、一部路線の管理委託を終了。全路線が神奈川中央交通の直轄に戻る。
  - 3月21日 - 鶴01・08・10・11・13・26と町13（始発から9時台までの山崎団地センター発の便）および「まちっこ」を除き、乗降方法を「中乗り・前降り、運賃後払い方式」に変更[5]。同時に金井経由路線（町50・町52・町54）の経路変更を実施[6]。
- 2020年（令和2年）
  - 9月5日 - 大幅なダイヤ改正を実施[7][8]。これにより以下のように変更。
    - 一部系統の運行本数削減のほか、深夜バスの大幅削減、特に土曜の深夜バス運行を全廃する。
    - 鶴川駅での一部系統の乗り場変更を実施。

  - 9月25日 - 桜美林大学東京ひなたやまキャンパス開設に伴い、アクセスとなる山崎団地方面系統でツインライナーの増発などを伴うダイヤ改正実施[9]。
- 2023年（令和5年）12月29日 - 鶴川駅前サービスセンターを閉鎖。
- 2024年（令和6年）2月17日 - 新たに整備した鶴川駅北口交通広場を仮使用開始[10]。

## 現行路線
◆印：2016年12月31日まで相模神奈交バス管理委託のダイヤと共同運行、もしくは完全委託路線だった系統

### 町田駅発着路線の系統番号の内訳
町田駅およびその周辺を発車する路線は非常に多く、その全てが神奈川中央交通によって運行されている。山崎団地・藤の台団地などの町田市内の各団地や、JR横浜線・東急田園都市線各駅へ向かう路線など、非常に複雑である。そのため、ここでは系統番号でどの方面へ向かう路線かを一覧にまとめることとした。路線改編によって多少の例外が生じている個所もあるが、他営業所管轄の路線も含めて町田駅発着路線の番号は概ね以下の通りである。
- 町01 - ：町田営業所担当の旧・原町田系統など
- 町04 - ：相模原市内方面（相模原営業所）
- 町11 - ：境川団地方面
- 町21 - ：市民病院方面
- 町32 - ：忠生公園前方面、その他
- 町36 - ：市民病院方面
- 町41 - ：藤の台団地方面、その他
- 町50 - ：金井・本町田方面
- 町60 - ：その他
- 町70 - ：成瀬街道方面（大和営業所）、その他
- 町80 - ：金森方面（大和営業所）
- 町90 - ：成瀬街道方面（大和営業所）
- 町95 - ：その他（2024年現在は全て欠番）

なお町田ターミナル発着路線のうち、木曽南団地・山崎団地・小山田・藤の台団地方面の路線は、始発から8:59までと21:00以降は、一つ手前の町田バスセンター発着となる。

### 町田バスセンター - 玉川学園前駅方面

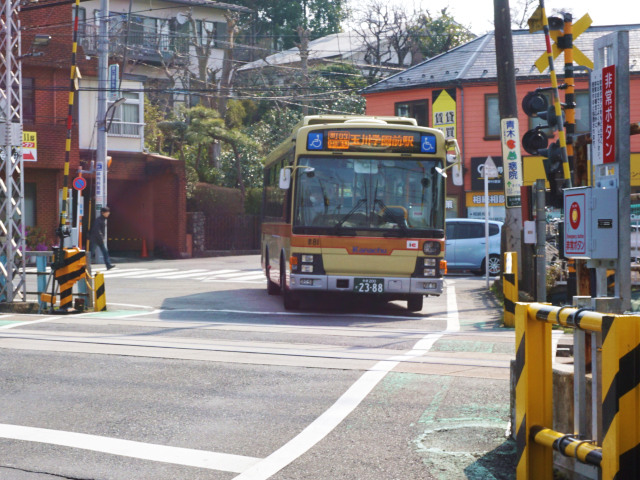
玉川学園前駅北側の踏切を渡る町03の折返便（ま81）

- 町03：町田バスセンター → 原町田五丁目 → 町田第一小学校入口 → 南大谷都営前 → 玉川学園前駅（土曜・休日運休）
- 町03：玉川学園前駅 → 南大谷都営前 → 町田第一小学校入口 → 原町田五丁目 → 町田ターミナル → 町田バスセンター（土曜・休日運休）

町田バスセンターから小田急小田原線玉川学園前駅を結ぶ路線である。玉川学園前駅付近には折返場所が存在せず、降車後に駅北部の踏切を横断後、玉川学園前駅と奈良北団地方面を結ぶ住宅街の狭隘道路をラケット状に折り返す必要があるため、町田営業所所属の一般車で数少ない中型車であるいすゞ・エルガミオが専属で使用され、大型車は充当されない。2020年以降は路線・貸切兼用の中型車である三菱・エアロミディ-S（ま501号車）が代走する場合がある。以前は玉川学園前駅から一つ先の松風台まで運行しており、松風台には専用の折返場が存在したが、閉鎖後に土地が売却されたことで玉川学園前駅発着へ短縮されている。
平日午前中に2往復が運行され、土曜・休日は運休するが、その際の中型車は他路線で使用される。
以前までは町田バスセンター8:36発に限っては町田ターミナル構内に乗り入れず、路上に専用停留所が設置されていたが、2025年4月1日の経路変更で町田バスセンター発は町田ターミナル・原町田四丁目方面を経由しなくなったため、専用停留所は2025年3月末で廃止された。2025年9月30日の運行を最後に路線廃止が予定されている。

### 町田バスセンター - 境川団地 - 木曽南団地方面
- 町12：町田ターミナル - 町田バスセンター - 森野五丁目 - 境川団地 - 横町 - 木曽南団地（休日運休）
- 町12：町田バスセンター → 森野五丁目 → 境川団地 → 横町 → 木曽南団地（土曜・休日運休）
- 町12：木曽南団地 → 横町 → 境川団地 → 森野五丁目 → 町田バスセンター（日曜・休日運休）
- 町17：町田バスセンター - 森野五丁目 - 境川団地 - 横町 - 木曽南団地 - 町田総合高校前 - 日向根トンネル - 矢部八幡前 - 淵野辺駅北口
- 町78：町田バスセンター - 森野五丁目 - 境川団地 - 横町 - 木曽南団地 - 町田総合高校前 - 上の原 - JA忠生支店前 - 忠生三丁目 - 図師大橋 - 図師 - 野津田車庫

町田駅からJR横浜線沿いに進み、境川団地・木曽南団地方面へ向かう主力路線で、日中時間帯でも町田ターミナルに乗り入れる唯一の路線となっている。かつては町12系統が大和営業所との共同運行だった。現在の中心は淵野辺駅へ向かう町17で、町12を木曽南団地から延伸させ、矢部八幡前からは町29（町田バスセンター - 市民病院前 - 根岸 - 淵野辺駅）と同一経路で淵野辺駅へ至る。町78は上の原 - JA忠生支店前間が独自経路となる出入庫路線で、根岸一丁目交差点を右折後に忠生地区を経由し、図師から野津田車庫へ向かう。町田営業所では管轄内に大規模団地（境川、木曽、山崎、藤の台など）が点在することから必然と駅中心部と各団地を結ぶ路線を多く担当しており、町12も当初は町11（町田バスセンター - 境川団地）と共に多く運行してきたが、2016年5月に町11が廃止され、町12も2020年9月5日のダイヤ改正で平日・土曜の早朝および夜間（木曽南団地発は平日早朝のみ）の運行に大幅減便となった。この2路線は並行路線が多数存在していることもあるが、代替として町17・78が毎時1便運行され、他に後述の町33が毎時2～3便と併せて町田バスセンター - 木曽南団地間は毎時4～5便が確保されており、以前とは系統ごとの本数が大きく変化している。

### 町田バスセンター - 小山田桜台・下山崎方面
- 町32：町田バスセンター - 森野五丁目 - 境川団地 - 上横町 - 木曽 - 忠生公園前 - 忠生三丁目 - 桜美林学園 - 小山田桜台
- 町33：町田バスセンター - 森野五丁目 - 境川団地 - 木曽南団地 - 町田総合高校前 - 忠生公園前 - 山崎高校入口 - 下山崎
- 町33：町田バスセンター → 森野五丁目 → 境川団地 → 木曽南団地 → 町田総合高校前 → 忠生公園前 → 山崎高校入口 → 下山崎（深夜バス）（土曜・休日運休）
- 町34：町田バスセンター - 第四小学校前 - 市民病院前 - 木曽 - 忠生公園前 - 忠生三丁目 - 桜美林学園 - 小山田桜台（日曜・休日運休）
- 町66：町田バスセンター - 第四小学校前 - 市民病院前 - 木曽 - 忠生公園前 - 山崎高校入口 - 下山崎（土曜・休日運休）

町32・34は、町田市北西部にあるUR都市機構の大規模団地「ニュータウン小山田桜台団地」へ向かう路線として1984年3月26日に開設され、平日・土曜の日中は毎時1本程度が市民病院経由の町34で運行される。
前述の町78や町33とは境川団地 - 忠生公園前 - 忠生三丁目間の経路が異なり、町田総合高校前を経由せず、上横町・木曽・忠生公園入口・忠生公園前・忠生二丁目・町田工業高校前を経由して忠生三丁目へ向かう。
町33・66は、町田山崎団地のすぐ北側に位置する大規模マンション「シーアイハイツ町田」のある下山崎へ向かう路線で、平日の日中時間帯は毎時1便が町66（市民病院経由）で運行される。かつては忠生公園前まで町32と同一経路で運行されていたが、木曽南団地先の新道開通などで1995年に経路変更し、以降は前述の町17・78とは木曽南団地まで同一経路で進むが、「町田総合高校前」停留所は往復共に前述の町17などとは異なる停留所に停車する。以前は「忠生公園入口」「忠生二丁目」両停留所が往復共に専用停留所を使用していたが、他路線とはやや離れた場所に設置されており、2018年5月1日にそれぞれ「秋葉神社前」「山崎小学校前」へ改称された。

### 町田バスセンター - 山崎団地方面

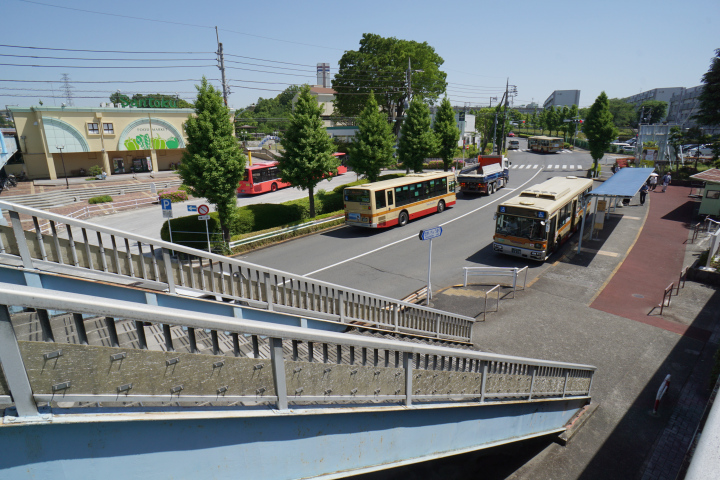
山崎団地センター

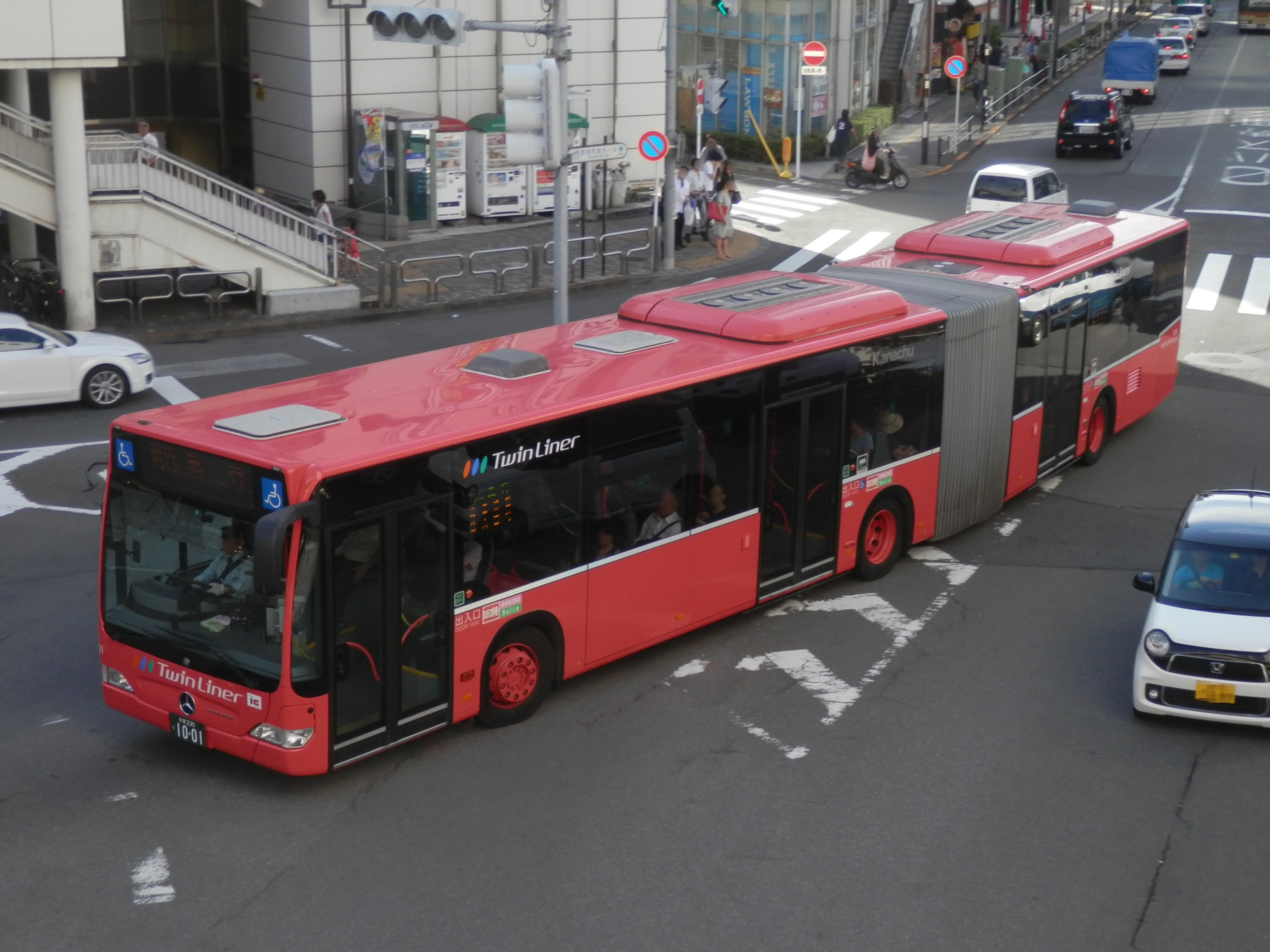
町13・14のツインライナー（ま201）

- 町13（急行）：町田バスセンター -（町田バスセンター15番線→）-（直行）- 境川団地 - 木曽入口 - 山崎団地センター（土曜・休日運休）
- 町13（急行）：町田バスセンター →（直行）→ 境川団地 → 木曽入口 → 山崎団地センター（土曜・休日運休）
- 町13（急行）：町田バスセンター -（直行）- 境川団地 - 木曽入口 - 山崎団地センター（平日運休）
- 町14（急行）：町田バスセンター → 町田バスセンター15番線 →（直行）→ 境川団地 → 木曽入口 → 山崎団地入口 → 山崎団地センター → 四季彩の杜西園前 → 薬師ヶ丘（土曜・休日運休、不定期運行）
- 町14（急行）：町田バスセンター →（直行）→ 境川団地 → 木曽入口 → 山崎団地入口 → 山崎団地センター → 四季彩の杜西園前 → 薬師ヶ丘（平日運休、不定期運行）
- 町15：町田ターミナル - 町田バスセンター -（町田バスセンター15番線→）- 森野五丁目 - 境川団地 - 木曽入口 - 山崎団地センター - 山崎団地（土曜・休日運休）
- 町15：町田ターミナル - 町田バスセンター - 森野五丁目 - 境川団地 - 木曽入口 - 山崎団地センター - 山崎団地（平日運休）
- 町15：町田バスセンター -（町田バスセンター15番線→）- 森野五丁目 - 境川団地 - 木曽入口 - 山崎団地センター - 山崎団地（土曜・休日運休）
- 町15：町田バスセンター - 森野五丁目 - 境川団地 - 木曽入口 - 山崎団地センター - 山崎団地（平日運休）
- 町15：町田バスセンター → 森野五丁目 → 境川団地 → 木曽入口 → 山崎団地センター → 山崎団地（深夜バス）（土曜・休日運休）
- 町20：山崎団地センター → 木曽入口 → 境川団地 → 森野五丁目 → 町田バスセンター（土曜・休日運休）
- 町24：町田ターミナル - 町田バスセンター -（町田バスセンター15番線→）- 第四小学校前 - 市民病院前 - 木曽入口 - 山崎団地センター - 山崎団地（土曜・休日運休）
- 町24：町田ターミナル - 町田バスセンター - 第四小学校前 - 市民病院前 - 木曽入口 - 山崎団地センター - 山崎団地（平日運休）
- 町24：町田バスセンター -（町田バスセンター15番線→）- 第四小学校前 - 市民病院前 - 木曽入口 - 山崎団地センター - 山崎団地（土曜・休日運休）
- 町24：町田バスセンター - 第四小学校前 - 市民病院前 - 木曽入口 - 山崎団地センター - 山崎団地（平日運休）
- 町35：野津田車庫 → 薬師池 → 今井谷戸 → 山崎団地センター → 木曽入口 → 境川団地 → 町田バスセンター（平日・休日運休）
- 町61：町田バスセンター → 境川団地 → 木曽入口 → 山崎団地センター → 今井谷戸 → 藤の台団地 → やくし台センター → 野津田車庫（深夜バス）（土曜・休日運休）

町田バスセンターおよび町田ターミナルから町田市内における最大規模の団地である「町田山崎団地」「木曽山崎（町田木曽住宅）」へ向かう町田営業所の最主力路線群である。山崎団地の中央を横断する「団地いちょう通り」沿いにある山崎団地センター停留所と、その先の千代ヶ丘入口交差点を左折して団地構内へ進んだ先にある山崎団地停留所を発着する路線群から構成され、同じく町田市内に位置する大規模団地「境川団地」を経由する便と市民病院経由が運行される。山崎団地の住民は勿論、沿線に点在する各団地の住民の利用が多く、山崎団地発着のうち町15・24に関しては山崎団地構内に位置する「北二号」停留所が最寄りとなる東京都立山崎高等学校への通学路線としても利用されており、終日に渡って老若男女多くの利用者で混雑している。2016年5月30日の町田営業所管内ダイヤ改正で終日に渡って山崎団地発着が中心となるダイヤとなり、従来まで山崎団地発着と交互に運行されてきた山崎団地センター発着は、町13（ツインライナー）を除いて減便されている。ツインライナーは神奈川中央交通が導入した連節バスのことで、町田バスセンター - 境川団地間が途中無停車の急行運転となり、境川団地以遠は上横町を除いて各停留所に停車する。前述のダイヤ改正日までは夜間の一部便に一般車による運用も見られたが、現在は全便がツインライナーで運行される。
町14の系統番号は二代目で、初代は前述の町13と同様に山崎団地方面への急行バスとして運行されてきたが、山崎団地センターから先の区間が狭隘区間のために一般車使用の急行系統として運行していた。2016年5月30日のダイヤ改正で廃止された後、町田市の観光スポット「町田薬師池公園四季彩の杜」で2019年春に「ぼたん・しゃくやくまつり」、同年秋に「紅葉まつり」が開催されることとあり、会場へのアクセス路線として町田バスセンターから会場最寄りの「薬師ヶ丘」停留所までの片道運行の不定期の臨時便を設定することとなり、町13（ツインライナー）の一部を振り返る形で2019年4月16日に新設された。ツインライナー化によって山崎団地センター以遠の停車停留所を町田市主導で連節バス（ツインライナー）が停車可能なようにバスベイを整備し、2019年は春と秋に運行された。2022年秋には「四季彩の杜西園前」停留所が新設され、町55などの従来系統も停車することとなったが、同年を最後に運行されていない。
町35は山崎団地センター経由で野津田車庫を結ぶ出入庫路線だが、山崎団地および山崎団地センターへの出入庫は大半が野津田車庫との回送で行われており、この路線は他の町田バスセンター発着路線の出入庫で用いられる。給水塔前から今井谷戸を抜け、後述の町55（町田駅 - 本町田 - 薬師池 - 野津田車庫）と同一経路で野津田車庫へ向かう。2018年5月1日のダイヤ改正で前述の山崎団地センター発着と同様に片方向運行へ変更され、土曜早朝の町田駅方向のみの運行となった。
町61は町35を延伸させた深夜バスで、1970年12月から設定されている歴史の古い路線である。運行開始当初は原町田駅（現：町田駅）23:40発で山崎団地まで運行していたものが、後年になって出発時間が繰り下げられ、経路も今井谷戸から藤の台団地、やくし台センターを経由して野津田車庫まで延長された。この延伸によって境川・木曽・町田木曽・山崎・藤の台といった町田市中部にある大規模住宅をほぼ全て経由するようになったため、週末以外でも非常に混雑していた。平日2便（24:36発・25:02発）、土曜1便（24:36発）が設定され、平日の最終便は神奈川中央交通において最も遅い出発時刻の便だった。2020年9月5日のダイヤ改正で平日1便（24:28発）のみに減便されたが、JR横浜線東神奈川23:48発・各停橋本行きと小田急小田原線新宿23:46発・急行本厚木行き（新百合ヶ丘から各駅停車）と接続するため、これらが遅延した場合は待ち合わせのため、発車が数分遅れる。2024年7月8日のダイヤ改正で発車時刻が10分繰り上げられた（24:18発）
時刻表・行先表示などの表記や乗客への案内において、山崎団地センターを「山団センター」と略すことがある。またツインライナーは、2009年頃からの町田市の連節バス導入構想に基づいて、2012年5月28日より町13急行に限定して導入されたものだが、2016年2月からは後述の野津田公園を結ぶ臨時直行バスでも使用される。ツインライナーの運行開始に合わせ、急行は途中の境川団地も停車するようになったため、朝9時までの町田駅方向を除いて従来の運賃前払いから後払いへ変更となった。
2020年9月25日から、旧・町田市立本町田中学校と旧・町田市立本町田西小学校の跡地に開校した「桜美林大学東京ひなたやまキャンパス」への最寄り停留所が山崎団地センターとなったため、同校へのアクセスをこの路線群が担うこととなった。これに合わせ、平日8:00～20:59に町田バスセンターを発車する「ツインライナー」を含む山崎団地方面（町13・15・24）は同校学生の乗車専用停留所として「町田バスセンター15番線」に停車するようになった。

### 町田バスセンター - 日大三高方面
- 町16（急行）：町田バスセンター → 横町 →（日向根トンネル）→ 日大三高（休日運休）
- 町16（急行）：町田バスセンター - 横町 - 図師大橋 - 日大三高

両路線とも急行運転を行う通学専用路線で、記載停留所のみ停車する。「横町」停留所は境川団地 - 木曽南団地間に位置する停留所で、境川・木曽の両団地および近隣の山崎団地周辺から、日本大学第三中学・高等学校への通学を考慮している。日大三高方向が平日・土曜の早朝7時台に両路線と日曜・休日に図師大橋経由が1便（8:00発）、町田バスセンター方向は下校時刻に合わせて平日14時以降と土曜11時以降、日曜・休日に1便（14:45発）が全て図師大橋経由で運行される。日大三高方面に乗車した場合の降車可能停留所は日大三高、町田バスセンター方向では横町または町田バスセンターとなり、町田バスセンター - 横町・図師大橋間または横町 - 図師大橋間のみの利用は不可能である。
日大三高の学生や関係者が最優先となるが、一般客も利用可能である。前述のように日曜・休日は図師大橋経由が1往復のみ運行されるのみだが、実際には曜日を問わず学校行事や登校・終業・部活動などの時間にあわせて柔軟な臨時便の運行が実施される。

### 町田バスセンター - やくし台センター方面
- 町37：町田バスセンター - 第四小学校前 - 市民病院前 - 木曽中原 - 町田木曽会館前 - 今井谷戸 - 藤の台団地 - やくし台センター

他の山崎団地方面への路線群と若干異なる経路を採用しており、小田急不動産が分譲した住宅地「やくし台」へ向かう。当初は町25（町田バスセンター - 市民病院前 - 木曽入口 - 山崎団地センター - 薬師池 - 野津田車庫）と同一経路で薬師池まで進み、右折した先にある薬師トンネル経由でやくし台団地へ行く経路（現在の町61と逆経路）だったが、薬師台地区の開発進展で折返場および新道の整備が進んだことや、市民病院への路線運行申請などから藤の台団地経由やくし台センター発着へ変更され、さらに町田木曽住宅住民からの要請で木曽中原経由になるなど、住民要望を多く取り入れた路線となった。現在は木曽中原付近が独自経路となっているが、木曽中原経由に変更された当初は、従来まで経由していた山崎団地センターを経由しなくなることから町37専用の乗り場が設けられたが、従来の山崎団地センター乗り場とは離れ過ぎていたため、分離させたうえで名称を「町田木曽会館前」に変更している。

### 町田バスセンター - 市民病院 - 市立室内プール方面

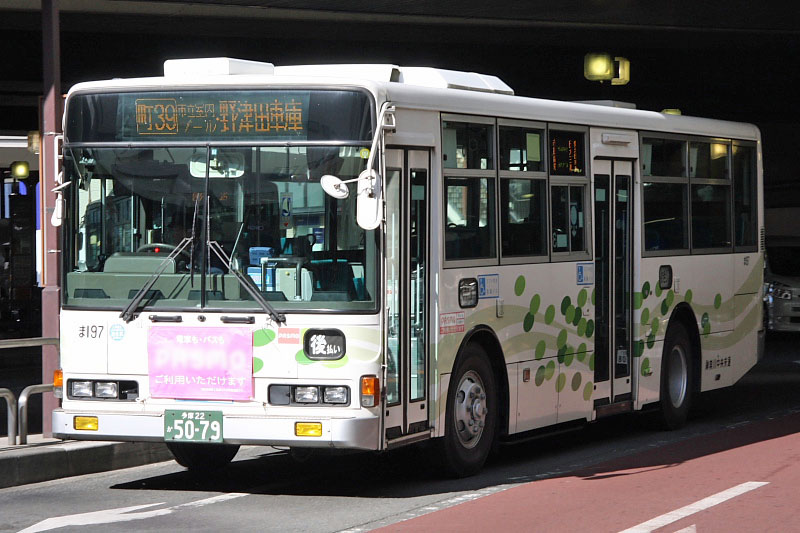
かつて在籍していた町39専属のリフト付きバス（ま197）

- 町38：町田バスセンター → 第四小学校前 → 市民病院前 → 上宿 → 根岸 → 市立室内プール（土曜・休日運休）
- 町39：町田バスセンター - 第四小学校前 - 市民病院前 - 上宿 - 根岸 - 市立室内プール - 日大三高入口 - 図師大橋 - 図師 - 野津田車庫

町田バスセンターと町田市立室内プールを経由し野津田車庫まで結ぶ路線。過去に存在した市立室内プール停留所の折返場は閉鎖され、町田市のゴミ収集車などが使用するCNGガススタンドとなった。そのため、町38も現在は市立室内プール方向への片方向運行のみになっている。

### 町田バスセンター - 市民病院 - 上宿・図師方面
- 町21：町田バスセンター - 第四小学校前 -（←市民病院前）- 市民病院正門（土曜・休日運休）
- 町22：上宿 → 市民病院前 → 第四小学校前 → 町田バスセンター（土曜・休日運休）
- ◆町26：町田バスセンター - 第四小学校前 - 市民病院前 - 上宿 - 根岸 - 図師大橋 - 図師 - 野津田車庫
- 町27：町田ターミナル - 町田バスセンター - 第四小学校前 - 市民病院前 - 上宿 - 根岸 - 図師大橋 - 日大三高入口 - 小山田（多摩営業所と共同運行）
- 町27：町田バスセンター - 第四小学校前 - 市民病院前 - 上宿 - 根岸 - 図師大橋 - 日大三高入口 - 小山田（多摩営業所と共同運行）
- 町31：町田バスセンター - 第四小学校前 - 市民病院前 - 上宿 - 根岸 - 図師大橋 - 図師 - 日大三高東 - 多摩丘陵リハビリテーション病院
- 町36：町田バスセンター - 第四小学校前 - 市民病院前 - 上宿 - 根岸 - 図師大橋 - 図師 - 野津田高校入口 - 五反田 - 大蔵 - 鶴川駅
- ◆町45：町田バスセンター - 第四小学校前 - 市民病院前 - 上宿 - 根岸 - 図師大橋 - 図師 - 都立野津田高校（土曜・休日運休）

町21は市民病院正門まで行く短距離路線で、1978年4月17日の市民病院正門停留所新設にあわせて開設され、病院到着後はそのまま直進して滝の沢交差点を左折し、市民病院前を経由して町田バスセンターへ戻る。経路上では循環で通し運行も存在したが、現在では市民病院正門で営業が打ち切られるために乗り通すことは出来ない。病院発着だが通院路線ではなく平日早朝の通勤時間帯における浄水場前 - 町田バスセンター間の混雑緩和を目的としており、上宿始発の町22も同様に平日早朝に片道のみ運行される（上宿7:00発）。2019年4月より、まちっこ公共施設巡回ルートの経路変更に伴い、旭町交差点付近から市民病院正門の区間に「旭町」停留所（片方向のみ）が新設され、町21が停車するようになった。
町26は野津田車庫への基幹の入出庫路線となっており、比較的運行本数が多いが近年漸減傾向にある。
町27は図師大橋から逸れて都道155号経由で小山田へ向かう路線で、桜橋 - 大泉寺は道路の拡幅整備中で狭隘だが大型車で運行される。多摩営業所と共同運行となっており、以前は他の町田ターミナル発着系統に日中の町田バスセンター発着が存在しないのに対し、町27は日中でも一部が町田バスセンター発着となっていたが、2022年10月16日のダイヤ改正より他の路線と同様に日中は全て町田ターミナル発着に変更された。
町31は町田市北部に位置する多摩丘陵病院へのアクセス路線で、当初は多摩丘陵病院から先の多摩センター駅または唐木田駅までの路線延伸計画が存在し、唐木田駅行きとして「町40」の方向幕まで用意されていた。しかし京王帝都電鉄（現：京王バス）との調整など諸般の事情で実現せず、その後も「町40」の系統番号は一度も使用されたことはなく、幻の系統番号となっている。2023年5月1日より多摩丘陵病院の移転等に伴い、それまでの旧・多摩丘陵病院停留所は病院名の変更に伴い「多摩丘陵リハビリテーション病院」に変更され、さらに、扇橋と多摩丘陵リハビリテーション病院の間に新たな「多摩丘陵病院」の停留所が新設された。
町36・45は都立野津田高校への通学路線で、町36は野津田高校の正面へは乗り入れない。どちらの系統とも独自区間が存在するものの、元々沿線の人家や通学外需要が少ないこともあり、運行本数は非常に少ない。

### 町田バスセンター - 藤の台団地・金井方面

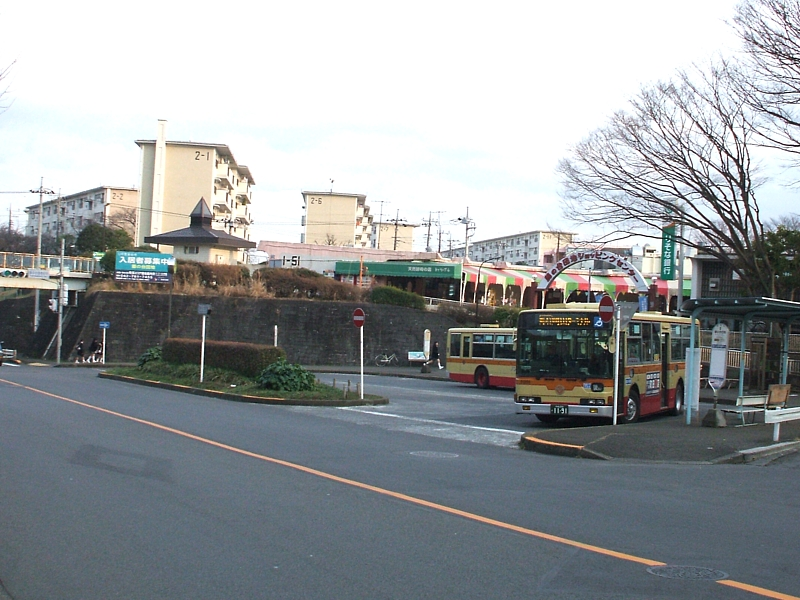
藤の台団地

- ◆町41：町田ターミナル - 町田バスセンター - 第四小学校前 - 町田郵便局前 - 菅原神社前 - 市立博物館前 - 藤の台団地
- ◆町41：町田バスセンター - 第四小学校前 - 町田郵便局前 - 菅原神社前 - 市立博物館前 - 藤の台団地
- ◆町50：町田バスセンター - 第四小学校前 - 町田郵便局前 - 菅原神社前 - 市立博物館前 - 藤の台団地 - 金井 - 鶴川駅 - 能ヶ谷二丁目 - センター前 - 鶴川団地（買物バス）
- ◆町54：町田バスセンター - 第四小学校前 - 町田郵便局前 - 菅原神社前 - 市立博物館前 - 藤の台団地 - 金井 - 鶴川駅

町田市中部にある大規模団地「藤の台団地」への路線で、藤の台団地のみならず沿線のほぼ全域に町田警察署・町田郵便局・町田市民球場・サン町田旭体育館などの公共施設や旭町の工業団地、東京都立町田高等学校などが点在することから終日に渡って混雑している。かつては藤の台団地発着の急行便（町42）も存在しており、日中でも10分間隔以内での高頻度で運行されていたが、2016年5月30日および2018年5月1日に実施されたダイヤ改正で本数が見直され、町42が2016年に、藤の台団地を経由しない町52（町田バスセンター - 市立博物館前 - 金井 - 鶴川駅）が2018年にそれぞれ廃止されたほか、町41も日中を中心に減便された。2024年7月8日のダイヤ改正では深夜バスが廃止された。
町50・54は鶴川街道を経由して金井方面へ向かう路線で、2017年3月21日の経路変更で町田駅発着から町田バスセンター発着となったため、町田バスセンターから藤の台団地まで町41と同経路で運行されるようになった。以前の町54は日中数本程度が走るほどで廃止された町52が主力だったが、二度のダイヤ改正で立場が逆転、町52は2018年に町54へ統合された。
町50は、市内の団地住民の交流促進や買物の利便性向上のため開設された「買物バス」の路線である。かつては他にも買物バスが存在した（後述）が現在はいずれも廃止され、同系統が現存する唯一の買物バスである。鶴川駅より先は後述の鶴11（鶴川駅 - 鶴川団地）と同一経路で鶴川団地まで運行され、鶴川駅以遠で小田急バスとの共通定期券が利用可能である。また、従来の支払方法は前乗り中降りの運賃前払い（目的地申告方式）だったが、2015年9月25日から後述の鶴21・22とともに前乗り前降りの運賃後払い（整理券方式）に変更されていた。

### 町田バスセンター - 南大谷都営前 - 三ツ又 - 成瀬台方面

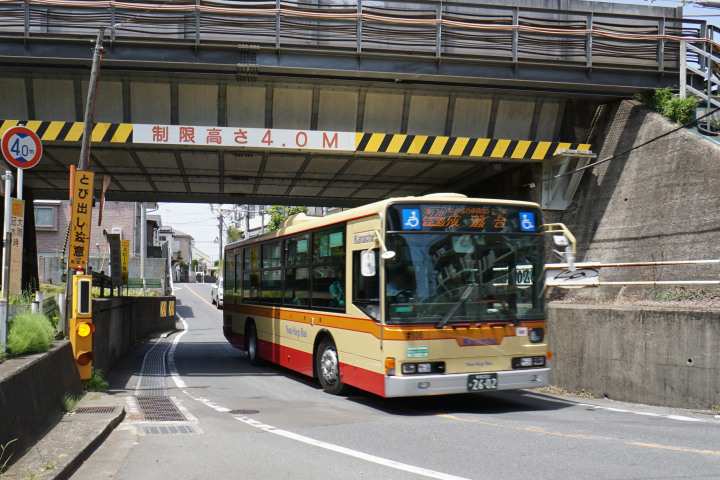
南大谷地区の小田急線ガード下を潜る町76（ま106）

- ◆町76：町田バスセンター - あけぼの病院前 - 中町一丁目 - 町田第一小学校入口 - 南大谷都営前 - 三ツ又 - 成瀬台入口 - 成瀬台

かつては大和営業所の路線だったが、相模神奈交バスへの運行委託により町田へ移管されて現在に至る。町田市南地域ではほとんどの路線を大和営業所が担当する中、前述の経緯から同路線のみ唯一、町田営業所が担当する。元々は町田バスセンターから市民ホール前、第四小学校前、消防署前を経由するかなり大回りな経路で運行しており、この区間の所要時間だけで10分を要していたが、鵜野森交差点の慢性的な渋滞で遅延が恒常化していたため、消防署前（現：町田第一小学校入口）で下車して徒歩で町田駅へ向かうよう案内することも少なくなかった。
2015年1月、新道の開通と運行環境改善のため、町田バスセンターからの大回り経路を大幅に変更し、町田市役所交差点から中町三丁目へ短絡する経路に変更され、運行時間の短縮と遅延改善が図られた。これに伴い、経由地表記が「あけぼの病院前・三ツ又」経由に変更されている。この経路変更に伴い、途中の中町一丁目（旧・市役所前）は停留所位置の関係から成瀬台方面のみ停車し、町田バスセンター方面は通過するようになった。しかし2015年9月、町田バスセンター方面の中町一丁目が旧・市役所跡地の町田シバヒロ前（従来より南東に約200m移動）に移設されたため、再び両方向停車するようになった。沿線の三ツ又から徒歩圏内には昭和薬科大学が存在するため、通学・帰宅時間帯が重なると学生で混雑する場合が多い。

### 町田駅 - 本町田 - 鶴川駅方面
| 町田駅停留所 |  | 中町一丁目付近を走行する町55（ま152） |
| 町田駅停留所 |  | 中町一丁目付近を走行する町55（ま152） |

- ◆町51：町田駅 → 町田郵便局前 → 菅原神社前 → ストアー前 → 南大谷都営前 → 町田第一小学校入口 → 町田駅（本町田団地循環）
- ◆町53：町田駅 - 町田郵便局前 - 菅原神社前 - 本町田 - 薬師池 - 川島入口 - 大蔵（鶴川郵便局前） - 鶴川駅
- ◆町55：町田駅 - 町田郵便局前 - 菅原神社前 - 本町田 - 薬師池 - 野津田車庫

小田急町田駅発着路線で、踏切近くのPOPビル前にある「町田駅」（旧・新原町田駅）停留所を発着する。町田駅には折返場が無いため、町田郵便局前 → 中町一丁目（旧・市役所前） → 町田駅 → 中町二丁目（旧・森野三丁目） → 町田郵便局前の循環経路で運行されるが、町田駅を跨いでの乗車は出来ない。中町一丁目 → 町田駅間は歩行者の多い狭隘区間である。
町53・55は鎌倉街道を経由して本町田・薬師池方面へ向かう。町53は（旧）袋橋を右折して芝溝街道を鶴川駅へ、町55は（新）袋橋を左折して野津田車庫へ至る。袋橋は両系統でかなり離れた停留所を使用しており、実際の分岐点は一つ手前の野津田神社入口（旧・国本学園前）となる。主力は町55で町田駅発着路線の中では最も運行本数・利用客が多い。前述の町26と同じく一部が出入庫を兼ねている。町53は毎時1本程度の運行だが、前述の町50・54より遠回りのため乗車区間によっては運賃が高額になる。この路線は古くに小田急バスと共同運行で新原町田駅と調布駅や、江ノ島と吉祥寺駅を結んだ路線の名残で、町53と後述の鶴22（2024年廃止）の経路で運行されていた。2022年10月16日より今井谷戸～薬師池間に「四季彩の杜西園前」停留所を新設した。
町51は、町田駅を出ると菅原神社・日向台交差点を右折して、養運寺 - ストアー前 - 団地南口 - 南大谷都営前を経由し、町田第一小学校入口から直進して町田駅へ至る（中町一丁目は停車しない）。なお、「本町田団地」という名称の停留所は存在せず、路線名・バスの行先案内と定期券の券面表示だけの名称である。

### 鶴川駅 - 岡上方面
- ◆鶴01：鶴川駅 - 岡上 - フェリシア高校前 - 三輪 - フェリシアこども短期大学
- ◆鶴08：鶴川駅 → 岡上 → 鶴川緑山住宅 → けやき通り → ゆりの木通り → 岡上 → 鶴川駅（小田急バス新百合ヶ丘営業所と共同運行）

鶴01は鶴川駅とフェリシアこども短期大学（旧・鶴川女子短期大学）を結ぶ路線で、かつては三輪までの運行だったものを延伸させた。全体的に狭隘路を走行するものの大型車で運行される。2020年4月1日に鶴川女子短期大学が「フェリシアこども短期大学」へ名称変更された。鶴08は鶴川緑山住宅を循環する路線で、どちらも起終点は東京都町田市内であるものの、途中の岡上停留所が神奈川県川崎市内（飛地）のため、岡上での乗降もしくは岡上を跨いで利用した場合、運賃は川崎市内運賃（220円）が適用されるが、小田急バスは2024年6月1日に再度運賃改定を実施したため、現在は両社間で運賃が異なる。全日の最終便および日曜・休日の17:50以降の全便は小田急バスが担当する。
フェリシアこども短期大学から、鶴08のけやき通り停留所までは300m程度とかなり近い。

### 鶴川駅 - 平和台循環・真光寺公園方面
- ◆鶴10：鶴川駅 → 妙行寺前 → 悠々園前 → 千都の杜中央 → 能ヶ谷神社下 → 鶴川駅（千都の杜中央循環）（小田急バス新百合ヶ丘営業所と共同運行）
- ◆鶴25：鶴川駅 → 平和台入口 → 平和台北 → 第二公園前 → 平和台幼稚園前 → 鶴川駅（鶴川平和台循環）
- ◆鶴26：鶴川駅 - 平和台入口 - 東平 - 広袴中央 - 真光寺公園（小田急バス新百合ヶ丘営業所と共同運行）

鶴川駅北側および鶴川団地北側にある新興住宅地への路線である。鶴10・鶴26は小田急バスとの共同運行となっている。鶴10の経路上にある「妙行寺前」停留所は神奈川中央交通においては「妙行寺前」、小田急は「妙行寺」という名称を使用していたが、2015年12月21日から「妙行寺前」に名称が統一された。

### 鶴川駅 - 鶴川団地方面
- ◆鶴11：鶴川駅 - 能ヶ谷二丁目 - センター前 - 鶴川団地（小田急バス新百合ヶ丘営業所と共同運行）
- ◆鶴13：鶴川駅 - 能ヶ谷二丁目 - 鶴川六丁目 - 鶴川団地（小田急バス新百合ヶ丘営業所と共同運行）

鶴川駅と鶴川団地を結ぶこの路線は、1970年7月26日に神奈川中央交通で初めて深夜バスの運行を開始した路線である。交通ジャーナリストの鈴木文彦はこれを「日本初の深夜バス」と提唱したが、1952年には大阪・京都で深夜バスが運行されており、これは誤りである（詳しくは日本の深夜バスを参照）。1970年7月の運行開始時点では、鶴川駅23:10発・23:30発が設定され、運賃は通常の3倍である60円（当時）で定期券は利用できなかったため、この深夜バスに対して鶴川団地住民は反対運動によるボイコットをおこした。1970年7月27日の運行開始の第1便に対して、住民は自家用車13台を動員し、初便に乗客が1人も乗らないという状況をつくりだした。こうした反対運動を受けて、運行から半年後に運輸省が深夜時間帯のバス運行について事業者へ検討を呼びかける通達を出すという点でも非常に特筆されるべき出来事である。しかし、深夜バスは2020年9月5日のダイヤ改正で小田急バス担当便が廃止され、2021年9月27日のダイヤ改正で神奈川中央交通担当便も廃止されたため、約50年の歴史に幕を下ろした。
以前は、鶴11・鶴12（循環）・鶴13の各系統と、日中のみ運行される前述の町50（町田バスセンター - 鶴川駅 - センター前 - 鶴川団地、買物バス）と併せて高頻度に運行されていたが、2015年11月4日のダイヤ改正で町50以外の全ての鶴川団地関連系統が大幅減便、鶴12（鶴川団地循環）に至っては鶴12北回り循環が小田急バスの免許維持1便を残して廃止された。全体の運行本数は、小田急バスと半々程度の受け持ちである。
鶴川団地の停留所・折返場は、交差点を挟んで鶴21・鶴23系統が使用する「和光学園」停留所と至近距離で隣接していることから、同校の生徒および国士舘大学の学生も多く利用する。（和光学園までの定期券は特例で神奈川中央交通運行便のみ利用可能である）。なお六丁目経由の鶴13は、鶴11をショートカットする経路であるため所要時間も数分程度短く、団地の中心部を経由しないため乗客も比較的少なく、運行本数が頻発していた当時は鶴川駅 - 広袴を挟んで利用する場合は後発の鶴13が先に到着する場合があった。また鶴川団地停留所は神奈川中央交通が「鶴川団地」、小田急は「鶴川団地引返所」という名称を使用していたが、2015年12月21日から「鶴川団地」に名称が統一され、同時に途中の鶴川病院前停留所は「鶴川中央公園」に、鶴川第二小学校停留所は「能ヶ谷二丁目」にそれぞれ名称変更された。

### 鶴川駅 - 和光学園 - 若葉台駅方面
- ◆鶴21：鶴川駅 - 下大蔵 - 団地南 - 和光学園 - 入谷戸 - 黒川 - 下黒川 - 若葉台駅
- ◆鶴23：鶴川駅 → 下大蔵 → 団地南 → 和光学園（土曜・休日運休）
- ◆鶴23：鶴川駅 -（急行）- 団地南 - 和光学園

鶴21は鶴川駅から若葉台駅方面へ向かう路線で、若葉台駅の一つ手前の下黒川が終点であったが、若葉台駅のバスターミナル供用開始に伴い、若葉台駅まで乗り入れるようになった。支払方法は、これまで前乗り中降りの運賃前払い（目的地申告方式）だったが、2015年9月25日から前述の町50と共に前乗り前降りの運賃後払い（整理券方式）に変更された。2024年3月に鶴22・柿26・柿27が廃止以降は、神奈中として唯一の稲城市内乗り入れ路線となった。
鶴23は鶴川駅と和光学園を結ぶ通学路線で、平日の登校・下校時間帯を中心に運行される。基本的には土曜・休日は運休するものの学園側の要請で臨時運行・増便されることがある。急行は消防署前～和光学園間の各停留所に停車する。平日朝1本の和光学園方面のみ全停留所に停車する下大蔵経由が設定されているが、急行は芝溝街道を通らずに鶴川一丁目付近を走行するため、同じ系統番号ながら下大蔵経由と急行で運行経路が一部異なる。
鶴川駅 - 消防署前 - 街道口で小田急バスの鶴12と経路重複しているが、各系統とも神奈川中央交通単独運行のため、小田急バスとの鶴川団地線共通定期券は利用できない。

### 鶴川駅 - 野津田車庫 - 淵野辺駅方面
- ◆鶴33：鶴川駅 - 大蔵（鶴川郵便局前） - 川島入口 - 袋橋 - 野津田車庫
- ◆鶴33：並木 → 野津田車庫 → 袋橋 → 川島入口 → 大蔵（鶴川郵便局前） → 鶴川駅（土曜・休日運休）
- ◆鶴37：鶴川駅 - 大蔵（鶴川郵便局前） - 川島入口 - 袋橋 - 野津田車庫 - 並木 - 図師 - 根岸 - 東町 - 淵野辺駅北口（土曜・休日運休）
- ◆鶴66：鶴川駅 - 大蔵（鶴川郵便局前） - 山王ガーデン - 袋橋 - 野津田車庫
- ◆淵23：淵野辺駅北口 - 東町 - 根岸 - 図師 - 並木 - 野津田車庫

鶴33は鶴川駅発着系統の出入庫で、比較的短距離だが経由する芝溝街道は渋滞が発生しやすく、渋滞時は通常より時間がかかることがある。2013年7月1日のダイヤ改正で、鶴66（後述）の開設と一部便の振り替えに伴い減便され、併せて「川島入口」経由と案内されるようになった。鶴川第一小学校・鶴川中学校への通学輸送目的で、並木始発の鶴川駅行きが平日早朝の1便のみ設定されている。
鶴37は野津田車庫より先の淵野辺駅まで通して運行するが、平日早朝1往復のみに抑えられている。野津田車庫 - 淵野辺駅北口間には後述の淵23が平日7往復、土休日4.5往復運行されるほか、2025年3月までは土曜に橋本営業所担当の淵24が登戸から鶴川駅・野津田車庫経由で淵野辺駅まで運行されていた。
鶴66は2013年7月1日に開設された新路線で、2000年代半ばの山王ガーデンシティ住宅地造成時より運行の協議が行われ、不動産会社側も路線開設を前提とした分譲販売を行っていたがなかなか実現していなかった。
淵23は淵野辺駅と忠生地域（根岸・図師）を経由して野津田車庫へ至る路線で、元々は相模原営業所の担当だったが、多摩営業所開設時に多摩へ移管された。2006年4月3日からは多摩との共同運行になり、町田担当は1往復のみだったが、2022年10月16日から町田の単独運行となった。
2020年9月5日のダイヤ改正で、鶴川駅の乗り場が0番から5番（前述の町53と淵野辺向けの淵24も同様）に移動した。このため、金井方面は0番乗り場（現・1番乗り場）、大蔵方面は町36と多摩営業所所管路線と同様に5番乗り場（現・6番乗り場）へ整理された。

### 鶴川駅 - やくし台センター方面
- ◆鶴57：鶴川駅 - 金井 - 榛名坂ヒルズ - やくし台センター

小田急不動産の分譲住宅地「森の丘」および「やくし台」への路線で、金井までは町50・54と同じ経路で進む。金井東交差点から先は終点まで新興住宅地であり、朝夕の利用客はかなり多い。鶴川発着の他の系統と同様、芝溝街道や鶴川街道の渋滞に巻き込まれてしまうと数倍の所要時間がかかる場合がある。前身は、三井不動産の分譲住宅地「榛名坂ヒルズ」の居住者用に運行されていたシャトルバスで、榛名坂ヒルズからやくし台へ新道が延伸された後に鶴57が開設された。2011年2月16日から深夜バスも運行していたが、2021年9月27日に廃止された（最終運行日は9月24日）。前述の鶴11と同時に深夜バスが廃止されたことに伴い、鶴川駅を発車する全ての深夜バスが廃止された（小田急バスは2020年内に廃止済み）。

### 町田市民バス「まちっこ」

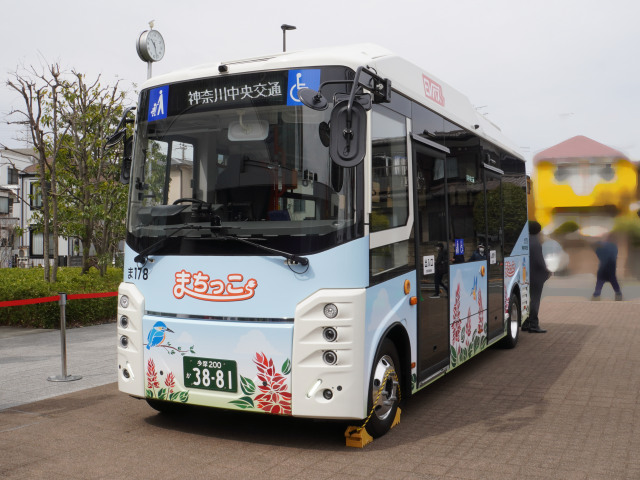
町18「公共施設巡回ルート」専用車
2024年導入新塗装（ま178）

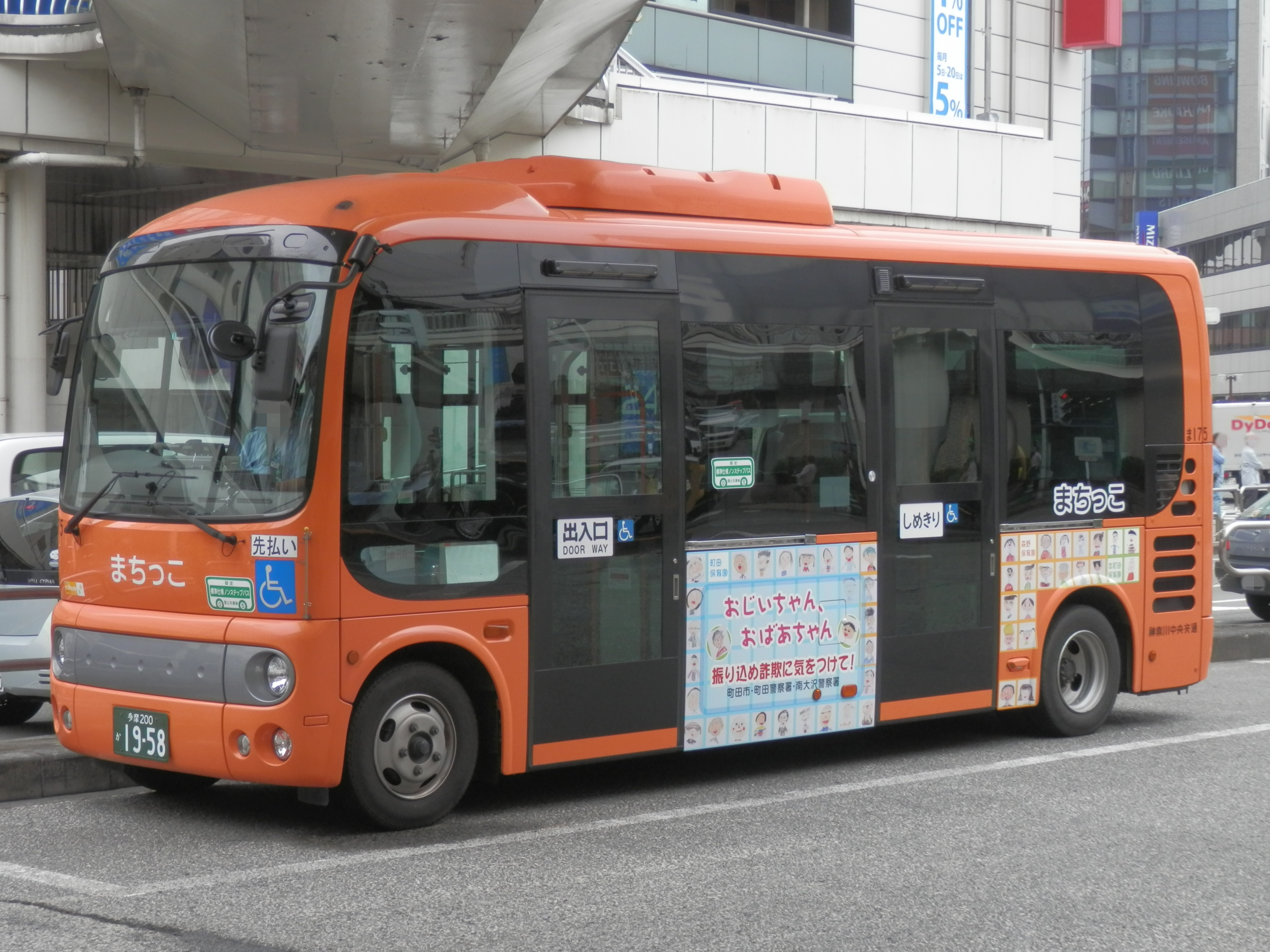
町28「相原ルート」専用車
2010年導入新塗装（ま175）

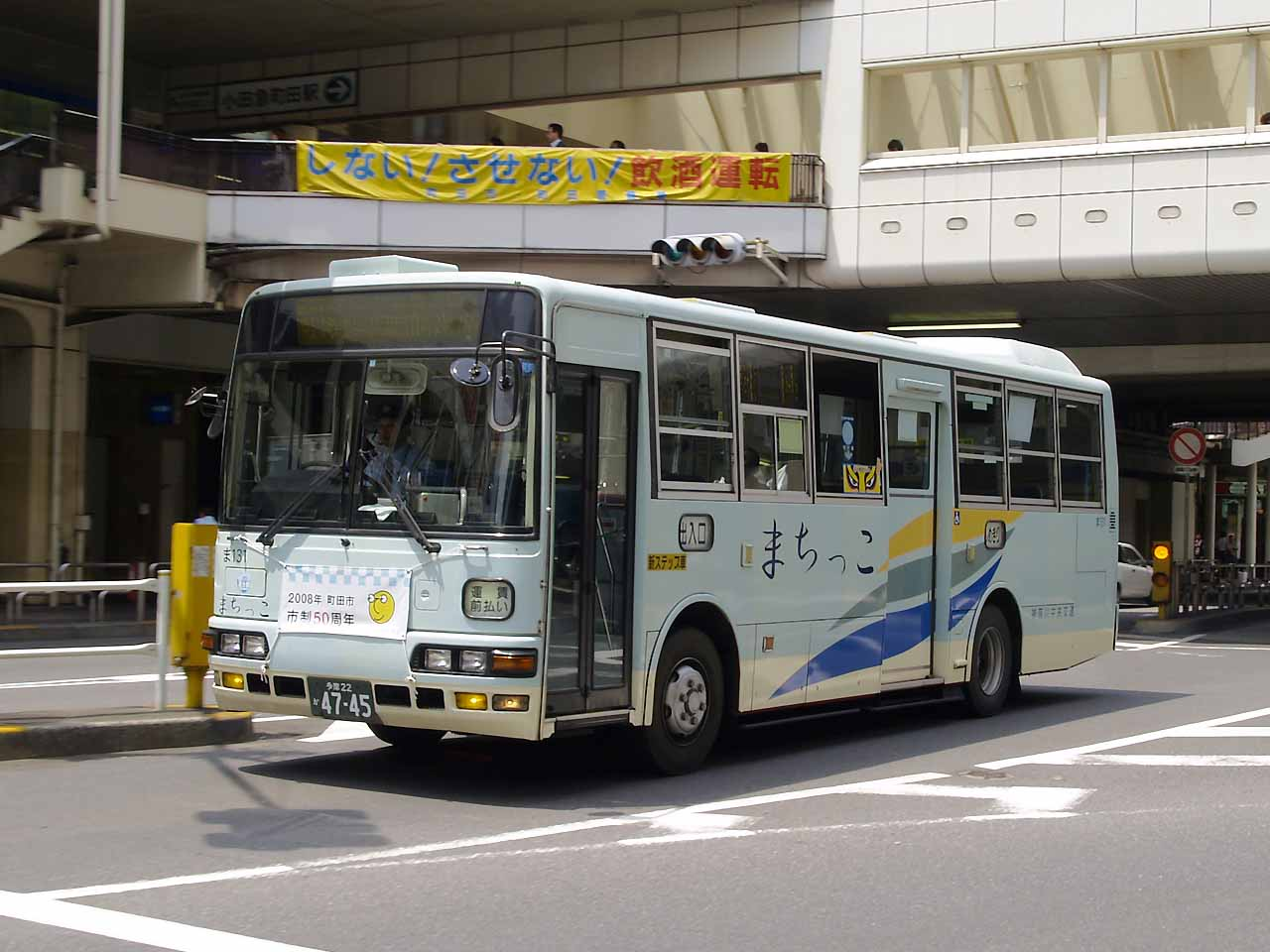
町18「公共施設巡回ルート」専用車
旧塗装（ま131）※除籍済

- 町18：町田バスセンター → 第四小学校前 → 中町二丁目 → 町田市民病院 → 中町一丁目 → 原町田四丁目 → 町田ターミナル → 町田バスセンター（土曜・休日運休）
- 町28：町田ターミナル - 原町田四丁目 - 中町一丁目 - 町田市民病院 - 忠生公園前 - 市立室内プール - 常盤 - 小山小学校前 - 久保ヶ谷戸 - 相原 - ネイチャーファクトリー東京町田（町田市民病院 - 久保ヶ谷戸間は急行運転、土休日運休）

町田市民バス「まちっこ」は、町田市のコミュニティバスである。町田市の公式サイトでは「市民バス」として紹介されている。町18「公共施設巡回ルート」、町28「相原ルート」の2路線が運行され、どちらも土休日および年末年始は運休となる。1997年11月4日から「相原ルート」を運行開始、1999年10月20日に「公共施設巡回ルート」を運行開始した。町田市のコミュニティバスとしては初の路線となる。1990年代後半の開業は東京都多摩地域のコミュニティバスの中でも早期の開業で、武蔵村山市内循環バス・日野市ミニバス・武蔵野市ムーバスに続く4番目の開業となる。町田市のコミュニティバスはこのほか、2000年代に入ると2005年の玉川学園コミュニティバス（小田急バス新百合ヶ丘営業所が受託）、2007年の町田市金森地区コミュニティバス「かわせみ号」（神奈川中央交通大和営業所を経て、現在は神奈中タクシー座間営業所が受託）が運行開始している。
交通不便地域の解消と公共施設の利便性向上のため、市が運行を補助している。そのため「まちっこ」の運賃は、町18「公共施設巡回ルート」は100円均一運賃、町28「相原ルート」は距離に応じて100円・200円・300円の3段階と、市内の一般路線バスより安価に設定されている。運賃は大人・小児とも同額で障害者手帳による割引はないが、東京都シルバーパスは利用できる。また、PASMO・Suicaなどの交通系ICカードは利用できず、神奈川中央交通の定期券や各種割引乗車券（敬老定期券「かなちゃん手形」、環境定期券制度、一日フリー乗車券など）も利用できない。
町18「公共施設巡回ルート」は、町田市中心部に点在する公共施設へのアクセス向上のために設定された路線で、町田バスセンターを起点とした片方向循環で運行される。元々は反時計回りで運行されており、2015年1月からは市役所閉庁時間帯の2便を除いて町田市役所の外周道路を周回し、市役所南に新設された「町田市役所南口」を経由していたが、2019年4月の経路変更で時計回りへ変更された。乗車区間によっては乗継券を受け取ることで、町田バスセンターを挟んだ乗車が可能である。
町28「相原ルート」は、町田市民病院 - 久保ヶ谷戸間が急行運転となり、忠生公園前・忠生三丁目・市立室内プール・桜橋・常盤・小山小学校前・片所・田端の各停留所に停車する。渋滞の激しい町田街道を長距離走行するため定時運行が困難な場合がある。2023年4月より「青少年センター入口」が施設名称変更に伴って「ネイチャーファクトリー東京町田」に名称変更された。
2012年12月より、両系統とも町田市民病院正門停留所脇のスロープから病院玄関前へ新設されたロータリーへ乗り入れるようになり、市民病院正門の停留所は原則として通過となった。2019年4月より、町18「公共施設巡回ルート」の経路変更に伴い、旭町交差点付近から町田市民病院の区間に「旭町」停留所（片方向のみ）が新設され、まちっこ「公共施設巡回ルート」「相原ルート」と町21が停車するようになった。
「まちっこ」で使用する専用車両については「#車両」の節を参照。

### 小山田桜台 - 多摩南部地域病院方面
- 検証運行：小山田桜台 - 唐木田駅東 - 多摩南部地域病院（土曜・休日運休）

2017年12月18日に開設された町田市の検証運行路線で、市が運行経費の一部を補助して試験的に運行し、専用の日野・ポンチョが用いられる。運賃は距離制を採用しており、大人は210円または300円、小児は現金の場合は半額（ICの場合は一律50円）だが、小山田桜台にて他の一般路線バスとの乗り継ぎの場合は現金に限り100円で、ICカードも利用可能だが東京都シルバーパス、定期券・回数券は利用できない。唐木田駅東停留所は小山田桜台発は降車のみ、多摩南部地域病院発は乗車のみのクローズドドアシステムを導入している。
車両は、運行開始時は専用のトヨタ・ハイエースが運行に用いられていたが、朝方に満員で乗り切れない状態が発生していたことから、2019年8月1日から小型バス（日野・ポンチョ）に変更された。この車両変更に伴い、先払い（目的地申告方式）から後払い（整理券方式）に支払い方式が変更された。2024年11月16日付けで多摩営業所から移管された。当営業所では多摩市内に乗り入れる唯一の路線である。

### 臨時系統

#### サッカー輸送

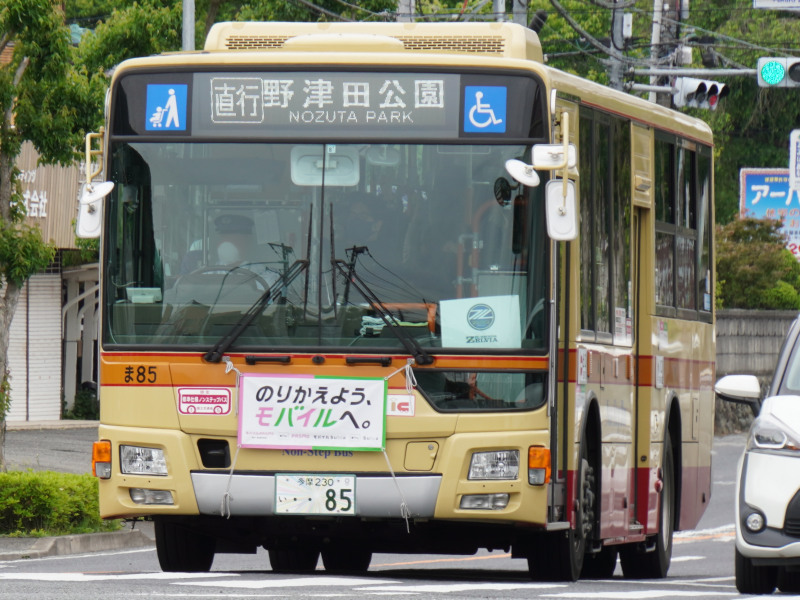
野津田公園行きの直行便（ま85）

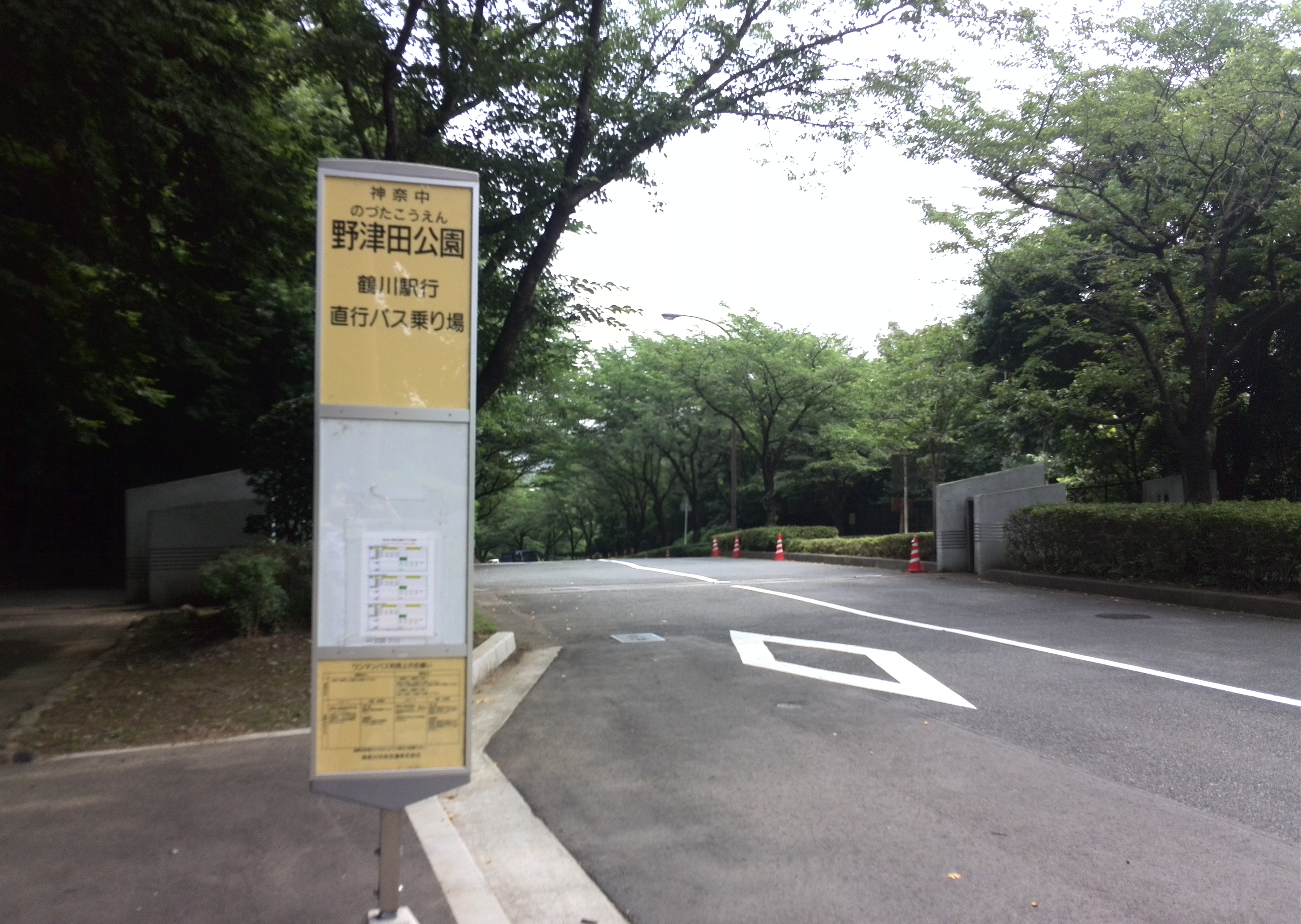
野津田公園停留所（鶴川方向）

- ◆番号なし：鶴川駅 -（直行）- 野津田公園（町田GIONスタジアム）

2007年頃に運行していた、FC町田ゼルビア（当時JFL所属）の試合観戦用として野津田車庫 - 競技場線の貸切扱いでの臨時路線（100円）が前身である。その後、シーズンごとに無料化や予約制による貸切運行化などへの移行、ゼルビアの2012年シーズンにおけるJ2加入やスポーツ祭東京2013（多摩国体）の開催計画などに対して路線開設が検討された後、2013年3月より乗合バスとして開設された。野津田公園あるいは町田GIONスタジアム（町田市立陸上競技場）でゼルビアのホームゲーム他、各種イベントやスポーツの試合が開催される際にも臨時運行される。原則として町田営業所が単独で運行するものの、多客時には多摩営業所と相模原営業所による共同運行も実施され、2024年のシーズンからは橋本営業所も運行に加わった。
往路と復路で経路が異なり、往路は鶴川駅から新袋橋交差点までは鶴33と同様で、新袋橋交差点から先は綾部原トンネルを通り、野津田公園へ向かう。復路は鶴32と同一経路で鶴川駅へ向かう。鶴川駅では以前まで5番乗り場（現・6番乗り場）手前の臨時乗り場で乗車（降車は西口停留所もしくは鶴川駅ロータリー）していたが、2024年2月に新たな北口交通広場が仮使用開始したのにあわせ、北口4番乗り場に発車場所が変更され、同時に連節バス「ツインライナー」による運行も開始された。但し、大型車も引き続き使用する。無料シャトル時代は、永山駅・聖蹟桜ヶ丘駅・多摩センター駅方面との乗り継ぎのため、五反田に停車していた。なお、現在は運行されていない野津田車庫発着のシャトルバスは、路上の野津田車庫停留所ではなく操車所内（営業所社屋横）で乗降を扱っていた。
運賃は通常の多区間制運賃（武相運賃地区、片道270円）で、途中停留所は停車しない。小児IC運賃一律50円は一般路線と同様に対象路線で、一日フリー乗車券も利用できるが、かなちゃん手形・東京都シルバーパス・金額式IC定期券・神奈中オフピークチケットは利用できない。

#### さくらまつり輸送
- ◆番号なし：町田バスセンター -（直行）- 町田さくらまつり会場（尾根緑道入口）

毎年春に尾根緑道で開催される「町田さくらまつり」への臨時直行路線で、町田バスセンター15番乗り場から尾根緑道入口までを結び、途中停留所は停車しない。2022年春の運行を最後に、開催の有無に関わらず運行が取り止められている。

## 廃止・移管路線
停留所名は、廃止・移管当時の名称のままとする。
◆印：2016年12月31日まで相模神奈交バス管理委託のダイヤと共同運行、もしくは完全委託路線だった系統

### 移管路線
移管後に廃止された路線を含む。
- 町01：町田バスセンター - 鵜野森 - 相模大野駅

グリーンハイツ線の開設に合わせ、相模原営業所（峡の原操車所）へ移管して町07へ変更。移管後にグリーンハイツ内を周回する経路へ変更されたが、相模大野側の利用が少ないことから1997年に廃止されている。
- 町30：町田ターミナル - 第四小学校前 - 市民病院前 - 上宿 - 根岸 - 矢部 - 橋本駅

町30は町田・相模原・津久井の3営業所で共同運行する珍しい運行体制だったが、大半を津久井が担当していた。1999年11月21日に相模原営業所へ移管後、多摩営業所へ再移管された。
- 鶴32（初代）：鶴川駅 - 大蔵 - 五反田 - 小野路

現行の鶴32（鶴川駅 - 小野路 - 多摩センター駅）の開設以前に存在した路線で、当時の小野路は現在とは異なり浅間下停留所付近に存在した。道路整備や多摩市落合付近の住宅造成の進展に伴い現行経路へ変更され、相模原営業所へ移管された。
- 古02：古淵駅 - 鹿島神社入口 - 境川団地 - 山崎団地センター - 山崎団地
- 古03：古淵駅 - 鹿島神社入口 - 境川団地 - 山崎団地センター - 藤の台団地

古淵駅から近隣の境川団地および山崎団地方面への路線で、相模原営業所麻溝操車所の開設に伴い同所へ移管後、多摩営業所へ再移管された。

### 廃止路線
- 町02：町田ターミナル - 原町田四丁目 - 市役所前 - 市民病院正門（土曜・休日運休）

2006年9月11日までの町18の経路とほぼ同一だが、2000年11月19日のダイヤ改正で廃止された。最終運行日は11月17日で、バスセンターを経由せずにターミナル発着だった。
- 町03：町田バスセンター - 町田ターミナル - 原町田四丁目 - 消防署前 - 南大谷都営前 - 玉川学園前駅 - 松風台

松風台折返場の閉鎖によって玉川学園前駅発着へ短縮された。
- 町11：町田バスセンター - 森野五丁目 - 境川団地（土曜・休日運休）

町田バスセンターと境川団地を結ぶ短距離路線だったが、並行系統の多さから平日早朝のみの運行に減便され、2016年5月30日のダイヤ改正で廃止された。
- 町14（急行・初代）：町田ターミナル → 町田バスセンター →（直行）→ 境川団地 → 木曽入口 → 山崎団地センター → 山崎団地
- 町14（急行・初代）：町田バスセンター →（直行）→ 境川団地 → 木曽入口 → 山崎団地センター → 山崎団地

山崎団地センター発着の町13と共に山崎団地方面へ向かう片道運行の急行路線だったが、2016年5月30日のダイヤ改正で廃止された。
- 町18（初代）：町田バスセンター → 町田ターミナル → 市役所前 → 市民病院正門 → 市役所前 → 町田ターミナル → 町田バスセンター

1999年10月20日に新設された町田市民バス「まちっこ」の初代運行経路で、2006年9月11日に合同庁舎前経由の循環運行へ経路変更された。
- 町18（2代）：町田バスセンター → 町田ターミナル → 中町一丁目 → 市民病院正門 → 森野三丁目 → 合同庁舎前 → 町田バスセンター

2012年12月17日に市民病院正門停留所脇のスロープから病院玄関前へ新設されたロータリーへ乗り入れを開始し、市民病院正門は一般車による代走時以外は通過となった。
- 町18（3代）：町田バスセンター → 町田ターミナル → 中町一丁目 → 町田市民病院 → 森野三丁目 → 合同庁舎前 → 町田バスセンター

2015年1月13日に町田市役所南口経由へ経路変更された。
- 町18（4代）：町田バスセンター → 町田ターミナル → 原町田四丁目 → 町田市民病院 → 市民病院前 → 森野三丁目 → 合同庁舎前 → 町田市役所南口 → 町田バスセンター
- 町18（4代）：町田バスセンター → 町田ターミナル → 原町田四丁目 → 町田市民病院 → 市民病院前 → 森野三丁目 → 合同庁舎前 → 町田バスセンター

町田市役所閉庁時間帯である町田バスセンター18:10発・18:55発は町田市役所南口を経由しなかった。この代まで反時計回りで運行され、2019年4月1日に現行の時計回りへ経路変更された。
- 町20：町田バスセンター → 森野五丁目 → 境川団地 → 木曽入口 → 山崎団地センター
- 町23：町田バスセンター - 市民病院前 - 第四小学校前 - 木曽入口 - 山崎団地センター

かつては主力路線として、平日は100本以上運行されていたが、2012年5月のツインライナー導入時に町13（急行）などに振り替えられて大幅減便され、2018年5月1日には町田駅方向の片道運行に変更され山団センター方向は廃止。2024年7月8日のダイヤ改正で町田駅方向も廃止されて全廃した。
- 町25：町田バスセンター - 第四小学校前 - 市民病院前 - 木曽入口 - 山崎団地センター - 今井谷戸 - 薬師池 - 野津田車庫

町35（境川団地経由）と同様の出入庫路線。2018年5月1日に野津田車庫方向の片道運行に変更され町田駅方向は廃止。以降は深夜バスのみ運行されていたが、2024年7月8日のダイヤ改正で野津田車庫方向も廃止されて全廃した。

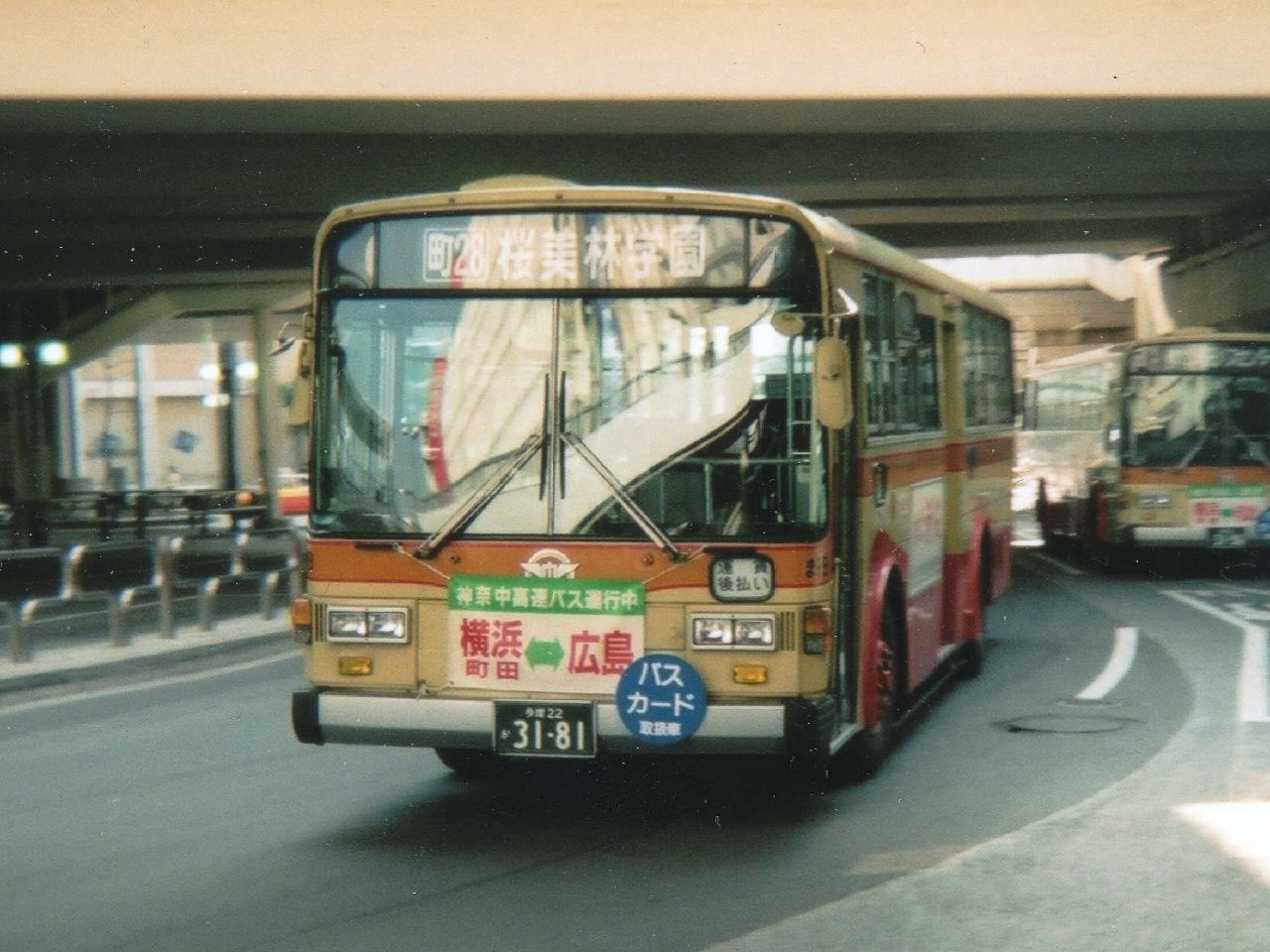
町28（初代）は桜美林学園へのアクセス路線だった
（ま18）

- 町28（初代）：町田バスセンター - 市民病院前 - 桜美林学園

桜美林学園の学生輸送用として「桜美林学園東」停留所付近を終点としていた。現在は淵野辺駅・多摩センター駅より桜美林学園が独自にスクールバスを運行しているほか、系統番号は「まちっこ」が使用している。
- 町28（2代）：町田ターミナル - 原町田四丁目 - 市民病院正門 - 忠生公園前 - 市立室内プール - 相原 - 青少年センター入口

1997年11月4日に新設されたまちっこ「相原ルート」で、2005年11月14日に桜橋経由の遠回り経路へ変更された。
- 町29：町田バスセンター - 第四小学校前 - 市民病院前 - 上宿 - 根岸 - 桜美林学園前 - 淵野辺駅
- 町32：町田バスセンター → 森野五丁目 → 境川団地 → 木曽 → 忠生公園前 → 忠生三丁目 → 桜美林学園 → 小山田桜台（深夜バス）（土曜・休日運休）

2021年9月27日のダイヤ改正で深夜バスのみ廃止された。
- 町35：町田バスセンター → 森野五丁目 → 境川団地 → 木曽入口 → 山崎団地センター → 今井谷戸 → 薬師池 → 野津田車庫

2018年5月1日に町田駅方向のみの運行に変更され、野津田車庫方向は廃止された。
- 町37（初代）：町田バスセンター - 市民病院前 - 山崎団地センター - 薬師池 - やくし台団地

現在は木曽中原経由へ経路変更され、山崎団地センターは経由しない。
- ◆町42（急行）：町田ターミナル → 町田バスセンター →（直行）→ 市立博物館前 → ゆうき山 → 金井小学校入口 → 藤の台東 → 藤の台団地（土曜・休日運休）
- ◆町42（急行）：藤の台団地 → 金井小学校入口 → ゆうき山 → 市立博物館前 →（直行）→ 町田バスセンター（土曜・休日運休）

藤の台団地への急行路線で、記載停留所のみ停車していた。山崎団地方面の急行に比べると運転本数が少なく、2016年5月30日のダイヤ改正で廃止された。町42は神奈川中央交通の社番・系統番号において欠番（忌み番）としている「42」「49」のうち、唯一「42」を付番された系統番号である。神奈川中央交通では1986年に全路線へ系統番号の導入が実施されたが、既に町田営業所の路線は1970年代に東京バス協会の主導によって導入され、その際に忌み番が考慮されていなかったため、既に定着している番号の変更を避けることから例外扱いとなった。
- 町47：町田ターミナル → 境川団地 → 山崎団地センター → 藤の台団地 → 金井小学校入口 → ストアー前（本町田団地） → 五間道路 → 第四小学校前 → 町田ターミナル（買物バス・右回り）
- 町48：町田ターミナル → 第四小学校前 → 五間道路 → ストアー前（本町田団地） → 金井小学校入口 → 藤の台団地 → 山崎団地センター → 境川団地 → 町田ターミナル（買物バス・左回り）

1977年10月11日に新設された買物バスの循環路線で、複数の団地を結ぶことで団地商店街・町田駅への買い物の利便性向上や、団地間の交流の活性化を図って設定された。1992年頃は毎日運行だったが、生活スタイルの変化や町田駅近隣の発展によって存在意義が無くなり、2000年11月19日のダイヤ改正で廃止された。

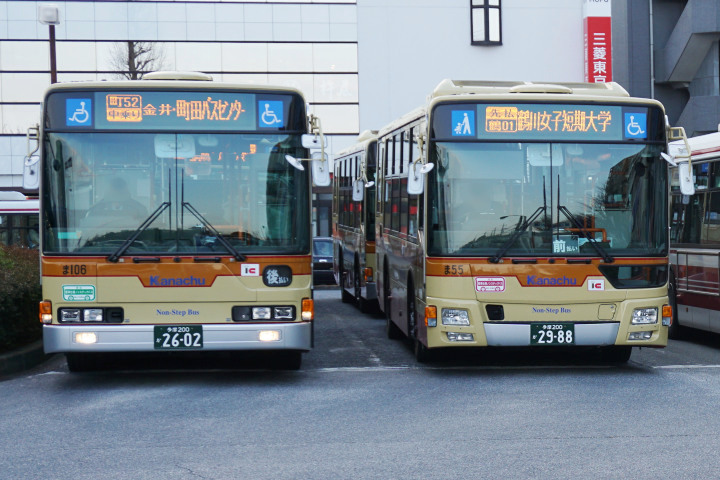
鶴川駅で待機中の廃止された町52（左）
（ま106）

- ◆町50（初代）：町田駅 - 保健所入口 - 体育館前 - 養運寺 - 藤の台団地 - 金井 - 鶴川駅 - 鶴川一丁目 - センター前 - 鶴川団地（買物バス）

鶴川街道を経由して金井・鶴川駅から鶴川団地へ向かう路線で、買物バスとして運行していた。2017年3月21日に町田バスセンター発着へ経路変更された。
- ◆町52（初代）：町田駅 - 保健所入口 - 体育館前 - 養運寺 - 金井 - 鶴川駅

町50と同様に鶴川街道を経由して金井方面へ向かうが藤の台団地を経由しない。2017年3月21日に町田バスセンター発着へ経路変更された。
- ◆町52（2代）：町田バスセンター - 第四小学校前 - 町田郵便局前 - 菅原神社前 - 市立博物館前 - 金井 - 鶴川駅

2018年5月1日のダイヤ改正で藤の台団地経由の町54（町田バスセンター - 菅原神社前 - 藤の台団地 - 金井 - 鶴川駅）へ統合廃止された。以前はこちらが主力だったがダイヤ改正の度に立場が入れ替わった。
- ◆町54（初代）：町田駅 - 保健所入口 - 体育館前 - 養運寺 - 藤の台団地 - 金井 - 鶴川駅

2017年3月21日に町田バスセンター発着へ経路変更された。
- 町55：町田駅 → 保健所入口 → 体育館前 → 本町田 → 薬師池 → 袋橋 → 野津田車庫（深夜バス）（土曜・休日運休）

2020年9月5日のダイヤ改正で深夜バスのみ廃止された。
- 町76（初代）：町田バスセンター - 中町一丁目 - 協同住宅 - 三ッ又 - 成瀬台
- 町76（初代）：町田バスセンター → 中町一丁目 → 協同住宅 → 三ッ又 → 成瀬台（深夜バス）

2002年10月16日に大和営業所から移管された。2015年1月13日にあけぼの病院経由へ経路変更された。
- 町76（2代）：町田バスセンター → 中町一丁目 → 消防署前 → 南大谷都営前 → 三ツ又 → 成瀬台二丁目 → 成瀬台（深夜バス）（日曜・休日運休）

2020年9月5日のダイヤ改正で深夜バスのみ廃止された。
- 町98：藤の台団地 - 山崎団地センター - 上宿 - 根岸 - 市立室内プール（平日・土曜運休）

町田系統で唯一となる町田駅周辺を全く経由しない路線で、山崎団地・藤の台団地から市民プールへの行楽路線である。休日に4便が運行されたが、プール行楽自体が減少したことから2002年6月16日に廃止、最終運行日は前週の6月9日だった。
- 鶴01（初代）：鶴川駅 - 岡上 - 三輪

1998年3月31日に鶴川女子短期大学発着へ延伸された。
- 鶴12（初代）：鶴川駅 - 鶴川一丁目 - 鶴川団地南 - 鶴川団地

鶴川団地循環の前身で、後年に循環路線化された。
- 鶴12（2代）：鶴川駅 → 鶴川第二小学校 → センター前 → 鶴川団地 → 団地南 → 鶴川第二小学校 → 鶴川駅（循環北回り、小田急バス町田営業所[注釈 5]と共同運行）
- 鶴12（2代）：鶴川駅 → 鶴川第二小学校 → 団地南 → 鶴川団地 → センター前 → 鶴川第二小学校 → 鶴川駅（循環南回り、小田急バス町田営業所と共同運行）

相模神奈交バスへの運行委託路線で、小田急バスと共同運行だった。2015年11月4日のダイヤ改正で南回り便は全便廃止され、北回りは小田急バス担当の夜間1便まで減便され、神奈川中央交通は撤退した。その後、2022年10月16日の新百合ヶ丘営業所移転に伴うダイヤ改正で平日の運行が廃止され、土休日のみとなった。
- 鶴21（初代）：鶴川駅 - 下黒川

若葉台駅バスロータリーの開業によって若葉台駅発着へ延伸された。
- 鶴21（2代）：入谷戸 → 真光寺 → 和光学園 → 下大蔵 → 鶴川駅（土曜・休日運休）

若葉台駅発では和光学園・国士舘大学の生徒で混雑するため、途中停留所の積み残し解消と小学生・中学生の通学目的で平日早朝に設定された途中始発である。2008年12月16日に廃止された。
- 鶴23：鶴川駅 - 平和台入口 - 東平 - 広袴中央 - 和光学園

通常の鶴23とは異なり、東平から真光寺十字路交差点を経由した路線だったが、鶴26（鶴川駅 - 真光寺公園）に代替廃止された。
- 鶴30：鶴川駅 - 大蔵 - 川島入口 - 野津田車庫 - 並木 - 図師 - 日大三高入口 - 市立室内プール
- 鶴34：鶴川駅 - 大蔵 - 川島入口 - 袋橋 - 国本学園前 - 薬師池

薬師池と今井谷戸の間に存在した折返場（ゴルフ練習場付近）で転回していた。折返場廃止後は鶴川発の片方向のみ運行となったが直後に廃止された。
- 鶴35：鶴川駅 - 大蔵 - 五反田 - ろうあ学校

鶴川駅から野津田車庫の先にあるろうあ学校までの路線で、町36（町田バスセンター - 根岸 - 図師 - 五反田 - 鶴川駅）の区間便として運行されたが、昭和時代には廃止されている。
- 鶴36：和光学園 - 真光寺 - 入谷戸 - 下黒川

鶴21・22の区間便で、通学時間帯に運行されていた。
- 柿23：柿生駅北口 - 桐蔭学園入口 - 市が尾駅（小田急バス町田営業所[注釈 5]・東急バス青葉台営業所[注釈 6]と共同運行）

神奈川中央交通のみ撤退し、現在は前述の柿26（若葉台駅 - 柿生駅 - 市が尾駅）のみ運行している。現在発行されている小田急・東急の共通定期券は柿26では利用できない。
- 鶴57：鶴川駅 → 金井入口 → 金井 → 森の丘入口 → 榛名坂ヒルズ → やくし台センター（深夜バス）（土曜・休日運休）

2021年9月27日のダイヤ改正で深夜バスのみ廃止された。
- 多25：多摩センター駅 - 南大沢団地

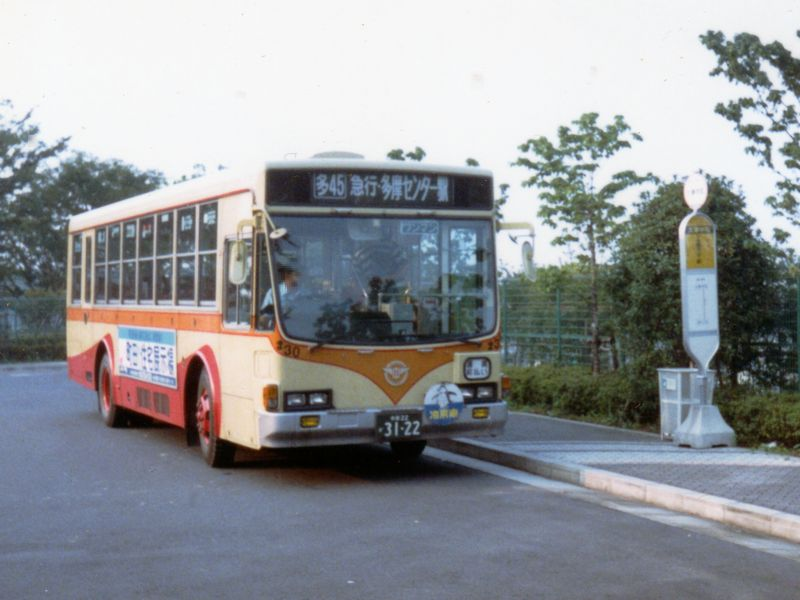
神奈川中央交通が使用していた頃の多45
（ま30）

- 多45（急行）：多摩センター駅 -（直行）- 大妻学院

多25は多摩ニュータウンのアクセス路線で、京王相模原線南大沢駅延伸までの、多45は小田急多摩線唐木田駅延伸までの一時的なつなぎとして開設された。どちらも鉄道延伸開業に伴い廃止された。2023年現在「多45」の系統番号は京王バス多摩営業所が使用している。
- 無番：町田バスセンター -（町田市役所東→）- あけぼの病院前 -（中町一丁目→）- 市民病院正門 - 木曽中原 - 市立博物館前 - 金井 - 鶴川駅（土曜・休日運休）
- 無番：町田バスセンター -（町田市役所東→）- あけぼの病院前 -（中町一丁目→）- 市民病院正門 - 木曽中原 - 市立博物館前 - 遊歩公園 - 榛名坂ヒルズ - 金井 - センター前 - 鶴川団地（土曜・休日運休）

町田市が運行経費の一部を補助して一定期間運行された実証実験路線で、鶴川方面から町田市民病院へのアクセス向上の名目で開設された。いずれの実験運行も平日1日3往復のみで、2014年度は2015年1月13日から3月31日まで、2015年度は2015年11月4日から2016年2月29日まで運行された。2014年度は鶴川駅に発着していたのに対し、2015年度は鶴川団地発着に変更され、鶴川駅への乗り入れは見直された。いずれも短期間の実験運行だったため、系統番号が設定されなかったほか、各停留所での案内表示・時刻表も市が用意したマップ付きのお知らせ文章のみで対応していた。
- 無番：町田バスセンター -（直行）- 野津田公園（町田GIONスタジアム）

2016年2月28日に新設された乗合路線で、原則は町13で使用される連節バス「ツインライナー」で運行されるが、通常の大型車で運行される場合もあった。こちらも町田GIONスタジアム（町田市立陸上競技場）でゼルビアのホームゲームが開催される際に臨時運行されるが、平日が試合開催日となった場合は、連節バスを町13で使用する運用の都合上、町田バスセンター発着便は原則として運行されなかった。乗車人数に限りがあるため、運行当日は町田バスセンター乗り場付近で専用の整理券を配布し、その整理券が無いと乗車できない。運行経路は町田バスセンターから新袋橋交差点までは町35と同様で、新袋橋交差点から先は綾部原トンネルを通り、野津田公園へ向かう。町田バスセンターでは町13と同じ4番乗り場での乗車となる。運賃は通常の多区間制運賃（武相運賃地区、町田バスセンター発着は片道370円）で、途中停留所は停車しない。一日フリー乗車券は利用できるが、かなちゃん手形・東京都シルバーパスなどは利用できない。2023年のシーズン限りで運行終了。翌2024年のシーズンからは代わりに鶴川駅発着の臨時直行バスで連節バスの使用が開始され、町田駅発着の直行バスは他社の貸切運行に変更された。
- 鶴22：鶴川駅 - 下大蔵 - 団地南 - 和光学園 - 入谷戸 - 黒川 - 下黒川 - 若葉台駅 - 稲城市役所 - 矢野口駅東 - 多摩川橋 - 調布駅南口（平日・休日運休）

土曜早朝（2020年9月のダイヤ改正前は休日）に1往復のみ運行。鶴21と同経路で若葉台駅に立ち寄ってから再び鶴川街道（東京都道・神奈川県道19号町田調布線）に戻り、稲城市役所・矢野口駅東・多摩川橋を経由して調布駅南口へ向かう。高速バス・深夜急行バスを除くと、神奈川中央交通の一般路線で多摩川を渡る唯一の路線である他、同社としては唯一の調布市乗り入れ路線で、調布駅南口に乗り入れる路線バスで唯一の中乗り前降りの後払い（整理券方式）であった。当系統の廃止により「矢野口駅東」停留所は小田急バス「新宿 - よみうりランド線」のみが停車する（他の停留所は柿24などが引き続き使用）。2024年3月16日のダイヤ改正で廃止、最終運行日は同年3月9日。
- 柿26：若葉台駅 - 下黒川 - 栗木 - 片平 - 柿生駅北口 - 鉄町 - 桐蔭学園入口 - 市が尾駅（平日・休日運休）
- 柿27：若葉台駅 - 下黒川 - 栗木 - 片平 - 柿生駅北口（平日・休日運休）

柿26・27とも土曜のみ運行（2020年9月のダイヤ改正前は休日）以前は鶴21と同様に下黒川止まりだったが、若葉台駅前ロータリー開設によって乗り入れを開始した。柿生駅北口では、同じ経路の路線（柿23・24）を運行する小田急バスとは異なり折返場内には入らず、津久井道（県道3号線）上の専用停留所に停車していた。柿26は市が尾駅方向のみ、他の東急バス路線と同様に東口商栄会通り（降車専用）停留所を経由していた。柿26・27とも2024年3月16日のダイヤ改正で廃止、最終運行日は同年3月9日。

## 車両

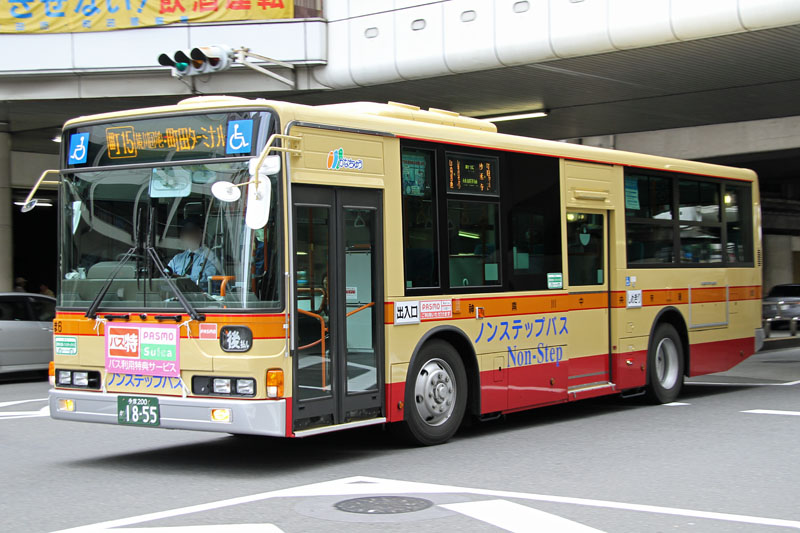
先行導入されたPKG-MP35UK改。画像の「ま6」など数台は試験的にUVカットガラス・黒色サッシ仕様で導入された。

小型車6台と中型車3台、連節バス「ツインライナー」を除き、在籍車両は全て三菱ふそう製大型車に統一されている。大型車はUDトラックスからのOEM供給車である三菱ふそう・エアロスター-Sも在籍する。

### 大型路線車
大型車はエアロスターK以降、本営業所ではほとんどがホイールベースM尺の車両のみ導入されていたが、1998年より順次導入されたノンステップバスは、従来の車両に比べ車体長が若干長くなることから、全てK尺が選択されている（ノンステップバスはフロントオーバーハングの都合上、ホイールベースが同じ「尺」であってもワンステップ・ツーステップバスより若干車体長が長くなるため、M尺では町田駅前などに存在する狭隘路を通行できなくなるおそれがあるため）。
2000年代に入ると、ワンステップバスとノンステップバスが約半数ずつ並行導入されていたが、2008年度からはバリアフリー推進の観点から、東京都と町田市の方針（補助金等）により、路線用の新車は原則としてノンステップバスのみの導入となった。それ以前に導入されたワンステップバスは新車導入に伴う玉突きで他の営業所へ転出し、所属車両は（委託車も含め）ノンステップ車で占められるようになった。ただし運用数や廃車発生などの理由により、他の営業所からワンステップバスが転入する場合もあった。
2009年7月には新型エアロスター・ノンステップが先駆けて導入されたが、これらのうち初期に導入された数台は、神奈中の一般路線車で初めてとなる緑色のUVカットガラス・三角形のつり革・LED路側灯などを試験導入した。窓のサッシも従来のエアロスターとは違い黒色で、緑色のガラスと相まって引き締まった外観となり、印象が大きく変わった。当該車両の車内ではUVカットガラスなどに関するアンケートが実施された。なお、それら初期導入車以外の車両及び多摩車は従来通りの仕様（銀色サッシ・ガラス）での導入となったが、アンケートの結果が好評だったためか、2009年9月以降に導入されたエアロスター（ワンステップも含む）には、営業所を問わず全て黒色サッシ・UVカットガラスが本格採用されている。
2015年3月には大型車全車のノンステップ車化を達成し、ワンステップバスは町03用の中型車（後述）2台のみとなった。

### 中型・小型車
2012年6月には、一般路線用としては十数年ぶりに三菱ふそう以外のメーカーの新車であるいすゞ・エルガミオワンステップが1台導入された。これは、大型車が運行に就けない町03用に1台のみ在籍していたエアロミディの代替として導入されたものである。2020年には路線・貸切兼用車として横浜営業所からエアロミディ-S（西日本車体工業製車体）が転入し、エルガミオの予備車として運用されるほか、2025年2月には新車として新塗装のいすゞ・エルガノンステップが1台導入された。

小型車は、町田市民バス「まちっこ」用の日野・ポンチョ2台及びBYD・J61台と、町田市検証運行路線（小山田桜台～多摩南部地域病院）用の日野・ポンチョ3台が在籍する。まちっこ用のポンチョへの代替以前は、三菱ふそう・エアロミディMEのCNG車2台（ま176・177）が使用され、うち1台は町田市金森地区コミュニティバス「かわせみ号」町田駅ルート試験運行開始に購入したものだが、町田ルート廃止による余剰車を「まちっこ」予備車として大和営業所から転属（や36→ま177）させたものである。

なお、玉川学園コミュニティバス「玉ちゃんバス」専用車のエアロミディMEは、小田急バスの車両は町田市と小田急バスの共同所有で車体表記も連名となっているが、神奈中のまちっこ用車両は町田市との共同所有ではなく補助金による自社購入であり、車体表記も連名ではない。

### 連節バス
ツインライナーは、厚木営業所の連節バスと同じメルセデス・ベンツ・シターロGが導入された。ただし厚木営業所の車両とは異なり、導入当初の車両には警視庁との協議により、夜間の視認性向上など安全性がより高まるよう、側面窓枠下側に銀色の帯（反射テープ）を設置するなどの対策を採っている。
2019年度には、ネオプラン・セントロライナー1台が綾瀬営業所から転入し、増備車導入までの期間、既存のシターロとともに運用に就いていた。2021年春には増備車として新型のシターロGが1台導入され、セントロライナーを代替した。

### 指定車両・機器
- 車両: 三菱ふそう
- 行先表示器: 交通電業社製
- 運賃表・運賃箱・整理券発行器: 小田原機器製
- ICカードリーダー: レシップ製

行先方向幕
神奈川中央交通の車両前面LED行先表示器の表記は、一般的に上部に小さく経由地を表示し、その下に大きく行先が表示するレイアウトをとっている。町田営業所でもLED化当初はその一般的なレイアウトだったが、音声合成放送装置導入より、かつての「方向幕」の表示内容（左に経由地、右に行先）に近づけたレイアウトに変更された。また、「深夜バス」「買物バス」などの表記に関しては、系統番号の枠の高さを低くした上で、系統番号枠の上に表記されている。2017年の中乗り前降り導入後は、中乗り路線では系統番号の下に「中乗り」と、前乗り路線では系統番号の上に「先払」と表記されている（まちっこ及び野津田公園直行バスを除く）。

### 乗降方式
原則として、同じ東京都内の多摩営業所の対キロ多区間路線と同じく、中乗り前降り運賃後払い方式である（一部系統を除く）。
前述のとおり、2017年3月20日までは一部路線を除いて前乗り前降り（「券なし」となる起点停留所から1区間に限り中乗り）であった。元々この方式は神奈川中央交通の多くの営業所で採用されていたが、後年になってほとんどの営業所で、中乗り前降り運賃後払い方式、あるいは前乗り中降り運賃先払い方式に変更したため、同日まで前乗り前降り方式を採用していたのは、都内の当営業所と多摩営業所のみだったが、翌3月21日より現行方式に改められた。この乗降方式変更に伴い、町田営業所管内では前面行先表示機に「中乗り」または「先払」と表示されるようになった（野津田公園直行バスと「まちっこ」を除く）。
ただし、鶴川駅発着路線のうち、「能ヶ谷二丁目」停留所と「岡上」停留所を経由する路線（町50・鶴25を除く）と、町13の一部（始発から8時台までの山崎団地センター発の便）では従来通り、前乗り中降り運賃前払い方式を採用している。
なお、当営業所管内で乗降方式が変更された2017年3月20日までは、町03・16・51の他、町田駅および町田バスセンター到着が午前9時59分までの便も、町田駅での降車時間短縮を目的に、前乗り中降り運賃前払い方式を採用しており、降車時の運賃収受がないため、終点の町田駅では前扉・中扉両方を開放して乗客を降車させていた。